# Чорне море

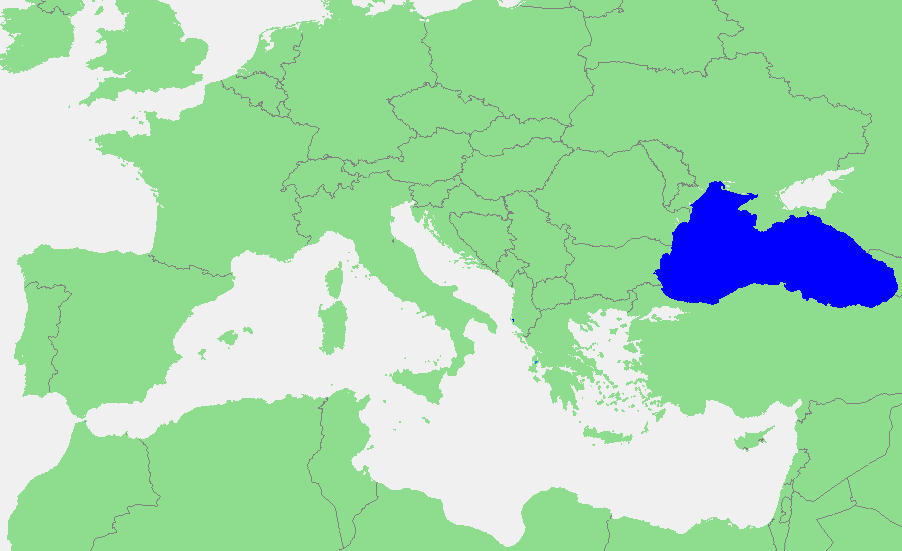
Розташування Чорного моря

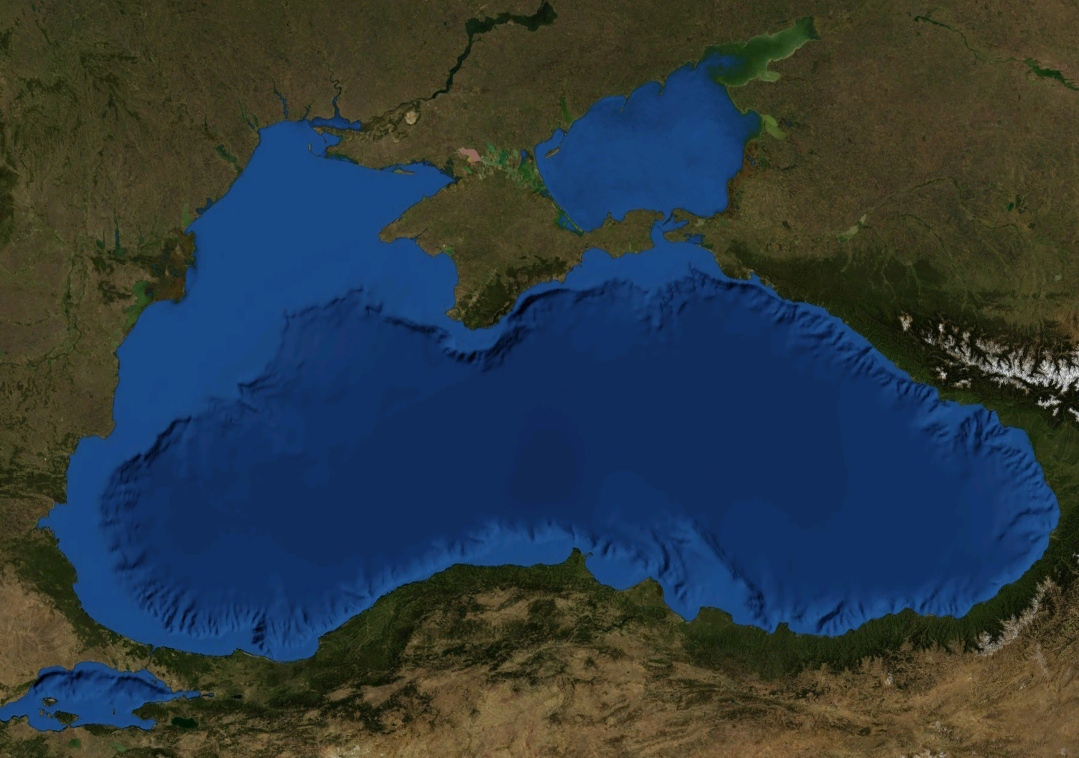
Чорне і Азовське моря. Компіляція супутникових світлин НАСА з космосу

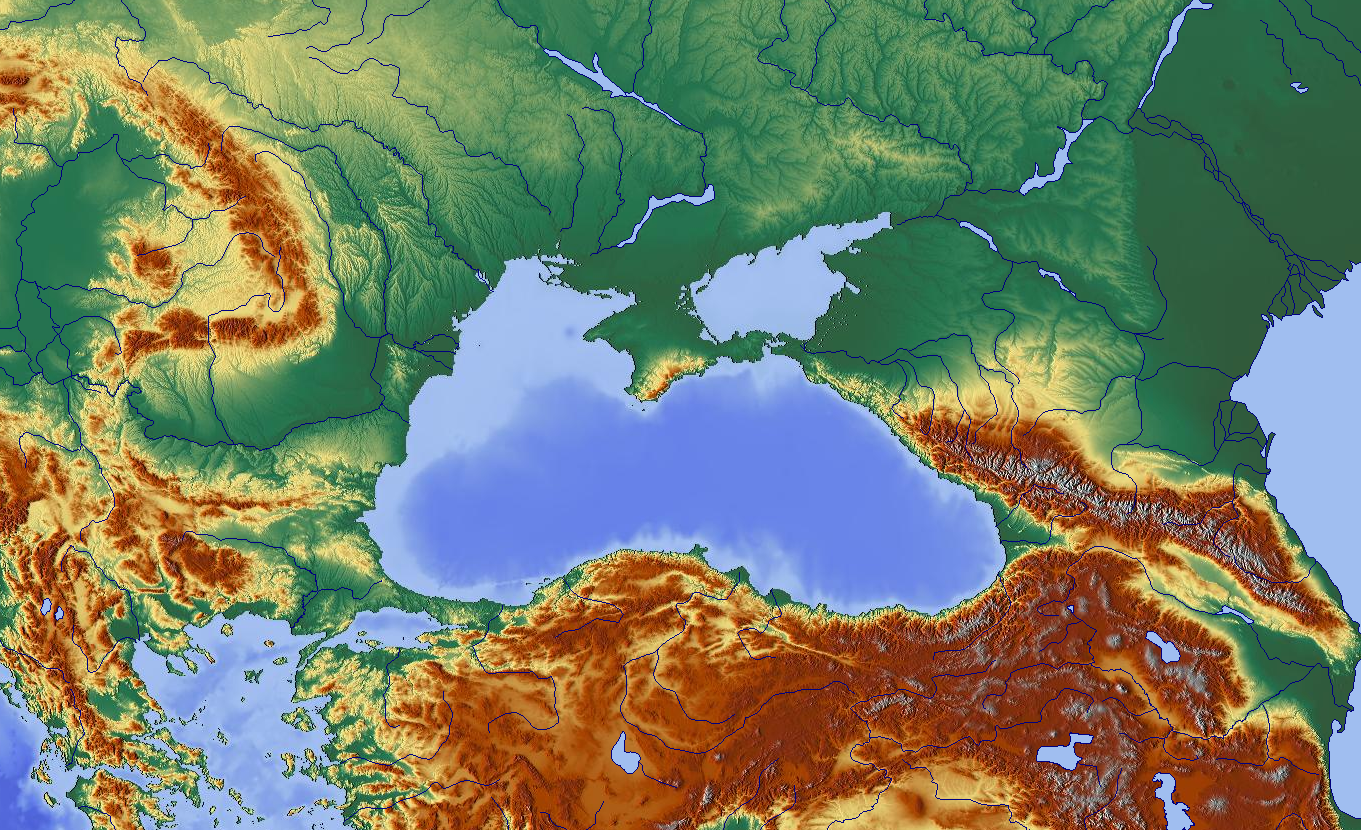
Рельєф чорноморського регіону

Чо́рне мо́ре (лат. Rucenum mare; болг. Черно море, груз. შავი ზღვა, абх. Амшын Еиқәа, рос.Чёрное море, рум. Marea Neagră, крим. Qara deñiz, тур. Karadeniz) — море між Європою та Західною Азією (проходить водна межа між Європою і Малою Азією). Сполучене протокою Босфор із Мармуровим морем. Площа 422 тис. км², найбільша глибина до 2 245 м (на південь від Ялти), солоність 17—18 ‰. Нижче глибини 150 м органічне життя відсутнє через сірководень. Розвинене рибальство (ставрида, скумбрія, тюлька, кефаль, бички, шпрот, осетрові, камбала, хамса, судак, креветки). Чорне море — важливий район транспортних перевезень: зерно, залізна руда, металопрокат, боксити, непродовольчі товари особистого вжитку. Один з найбільших курортних регіонів Євразії.
Чорне море — внутрішнє континентальне море Атлантичного океану (пов'язане з ним через протоку Босфор, Мармурове море, протоку Дарданелли, Егейське та Середземне море), знаходиться між масивом Східної Європи на півночі, Малою Азією на півдні, Кавказом на сході і Балканським півостровом на заході. Чорне море омиває береги України, Росії, Грузії, Туреччини, Болгарії, Румунії.

## Етимологія назви
Чорне море мало в минулому різні назви. Стародавні греки називали його Понтом Аксинським (грец. Πόντος Aύξενος — негостинне море), а згодом, після успішної колонізації його узбережжя, — Понтом Евксинським (грец. Πόντος Εύξενος — гостинне море). Ним проходили важливі торгові шляхи, що зв'язували античні держави та племена Північного Причорномор'я з Південним Причорномор'ям і Середземномор'ям. Деякі античні письменники (Феокріт, Сенека, Лукіан) називали це море Скіфським.
З IX ст. в «Повісті временних літ», в арабських (Аль Масуді) та західних (Гельмольд) джерелах Чорне море називали Руським. У Київському літописі — Понтійським (або Понетським) морем. Пізніше також використовувалась назва Козацьке море.
З часом прищепилася у різних народів сучасна назва «Чорне море» (тур. Karadeniz; крим. Qara deñiz). Можливо, через чорний колір води на значній глибині, можливо завдяки його бурхливості, а можливо й через те, що розчинений у морській воді сірководень призводив до того, що днища суден, якорі та інші металеві предмети, занурені у воду, набували чорного кольору через окиснення. Сучасні сходознавці виводять назву від колірного позначення сторін світу у тюркських народів, де чорний позначав північ, а білий — захід. Звідси Ак Деніз (тур. Akdeniz) — Середземне море тюркськими мовами.

## Геологія

### Історія геологічного розвитку

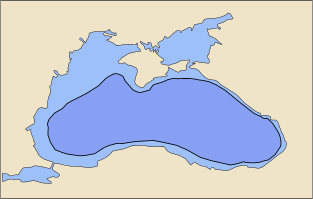
Ймовірні межі озера, що існувало до прориву середземноморських вод крізь Босфор

За геологічними і геофізичними даними в історії формування Чорного моря виділяють чотири протяжних етапи:
- Пізня юра — рання крейда
- Пізня крейда — еоцен
- олігоцен — міоцен
- пліоцен — антропоген

Історично (з погляду геології) Чорним морем вважають басейн, що залишився після колишнього середньоєвразійського моря Тетіди (Тетіс), яке існувало з кінця палеозойської ери до середини третинного періоду. В процесі альпійських горотвірних рухів, що відбувалися в треторяді, море Тетіди поділилося на низку басейнів. Одним з них був Понтус, що простягався від Молдови на заході до Аральського моря на сході. Наприкінці третинного періоду він відокремився від Каспійського моря і скоротився до обсягу теперішнього Чорного моря.
Впродовж льодовикової доби плейстоценської епохи рівень моря піднявся і мав кілька разів зв'язок з Середземним і Каспійським. У середньому плейстоцені на місці сучасного Чорного моря існував древньоевксинський басейн. Однак за польодовикового часу, площа його скоротилася, воно опріснилося (за рахунок танення льодовиків та слабкого випаровування через низькі температури) й понизилося нижче рівня океану. 6-8 тисяч років потому, утворилася Босфорська протока. Солоні води Середземного моря влилися до Чорного й наповнили його басейн. Вони знищили прісноводну фауну і на її місці виникла солоноводна фауна Середземного басейну. Внаслідок підвищення рівня, вода затопила нижчі частини річкових долин й утворила лимани.

## Корисні копалини
- Природний газ. Запаси природного газу на Чорноморському шельфі у виключній  економічній зоні України становлять близько 50 млрд м³[9]. Запаси природного газу на новому, відкритому у 2025 році, родовищі в Чорному морі поблизу узбережжя Туреччини оцінюються в 75 млрд м³[10].
- Гідрат метану. Чорне море багате газогідратними родовищами (до 65–70 трлн м³), а в районі глибоководної Кримської частини моря запаси газогідратних родовищ складають понад 20 трлн м³. Зокрема, прогнозуються великі запаси гідрату метану в палеодельті Дніпра[11].

## Морфологія

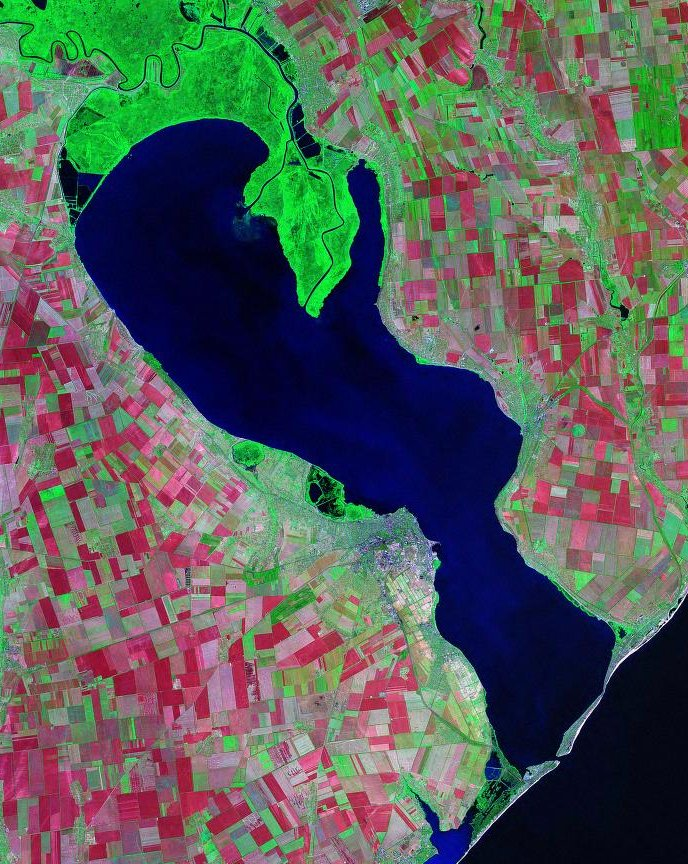
Дністровський лиман. Знімок з космосу

Чорне море має приблизно овальну форму, рівнобіжна вісь якої простягається на 1150 км, полуденникова (північ — південь) 580 км (найкоротша 142 морські милі або 263 км, бо з півночі в море глибоко врізається Кримський півострів — між мисом Сарич у Криму та мисом Керемпе у Туреччині). Водна поверхня Чорного моря має 420,3 тис. км², середня глибина — 1300 м, найбільша — 2245 м; об'єм води — 547,0 тис. км³.

### Морське дно
Дно моря складається з трьох неправильних співосередніх смуг: континентальної мілини (шельфу), континентального узбіччя (схилу) і дна морського басейну (чорноморська абісаль).
- Континентальна мілина — це зовнішня прибережна смуга до менше ніж 200 м глибини, слабо нахилена вбік моря і прикрита третинними відкладами. Вона охоплює приблизно одну чверть морського дна, найширша на північний захід і біля Керченської протоки.
- Континентальний схил — це посередня смуга між континентальною мілиною та дном басейну. Воно позначене стрімким нахилом, кут якого коливається переважно в межах від 5° до 8°. На глибині приблизно 2000 м нахил різко зменшується і переходить у дно морського басейну. Поверхня схилу зазвичай дуже нерівна, вкрита шаром глини, чорною зверху і ясно-сірою всередині. Забарвлює її сірчане залізо, відкладене у формі дуже дрібних зерен або тоненьких шпильок.
- Дно морського басейну охоплює близько третини морської площі. Це пласка й одноманітна рівнина з максимальною глибиною 2211 м.

#### Газопрояви з морського дна
Розрізняють кондуктивні (розсіяні) і конвективні (зосереджені) форми газових потоків з дна морів і океанів (Коболєв, 2016). Всі вони присутні у Чорному морі.
До розсіяних В. Коболєв зараховує метанові сипи. До зосереджених — газові факели, газові фонтани та грязьові вулкани.
В осадовій товщі Чорноморського дна існують сотні грязевулканічних каналів та інших шляхів — тектонічних порушень, за якими потужні потоки глибинної вуглеводневої дегазації надходять до поверхні дна.

## Берегова лінія

### Узбережжя
Узбережжя моря рівнинне. Єдиний виняток — це Кримський півострів, який видається далеко на південь, поділяючи море на західну та східну частини. Північно-західний берег Криму й південний берег континенту замикають єдину велику Каркінитську затоку. Інші кримські затоки: Каламітська на південному заході та Феодосійська на південному сході берега Криму.
- Північно-західне узбережжя низьке й перетяте річками, найбільші з яких Дунай, Дністер, Буг і Дніпро. Дельта Дунаю низька та болотиста. На північ від неї аж до гирла Дніпра простягається стрімкий кліфовий берег Причорноморської низовини, порізаний балками і лиманами. Більші лимани (Дністра, Південного Буга, Дніпра) сполучені з морем гирлами; менші, що тратять воду внаслідок сильного випарування, закінчуються в замкнених солоних водоймищах. На схід від лиману Дніпра кліф поступово переходить у лагідно похилі піскові пляжі; на цьому відтинку узбережжя лежать найбільші острови-коси Чорного моря (Джарилгач, Тендра й ін.), що замикають більші чи менші затоки.
- Північно-західне узбережжя Криму низьке й багате на озера й лаґуни. Південно-західне — пролягає прямовисно до гірських хребтів, воно частково затоплене і утворює мальовничий ріасовий берег. Південно-східний берег Криму пролягає рівнобіжно з горами, які круто спадають до моря; між горами та морем простягається вузька берегова смуга, дещо розширена при гирлах гірських річок.
- Східне узбережжя моря починається на півночі низьким та пласким берегом Таманського півострова; далі на південь воно гористе.
- Південне узбережжя від міста Зонгулдак до міста Батумі гористе, вздовж узбережжя тягнуться Понтійські гори (висоти 1700-3900 м). Узбережжя мало порізане, є лише дві великі затоки — Синопська та Самсунська.
- Південно-західне узбережжя від дельти Дунаю до протоки Босфор переважно рівнинне, починаючи від Варни і південніше паралельно узбережжю тягнуться невисокі гори (висоти до 600–700 м). Дельта Дунаю — низька заболочена рівнина. Поблизу дельти Дунеаю — багато озер-лиманів, південніше є декілька великих заток.

### Основні миси
Такіль, Чауда, Кіїк-Атлама, Меганом, Ай-Тодор, Сарич, Айя, Херсонес, Лукул, Євпаторійський, Тарханкут, Прибойний, Піщаний, Ланжерон, Великий Фонтан, Малий Фонтан (Україна), Сфинту-Георге, Тузла (Румунія), Шабла, Каліакра, Єміне, Маслен-Нос (Болгарія), Ігнеада, Пазарбаші, Керемпе, Інджебурун, Божтепе, Бафра, Джива, Ясун (Туреччина), Іскурія, Сухумі/Сухум, Піцунда (Грузія/Абхазія), Кадош, Дооб, Утриш, Залізний Ріг, Панагія (Росія).
1. ↑  Джарилгацька
2. ↑  Каржинська
3. ↑  Широка
4. ↑  Перекопська
5. ↑  Казантипська
6. ↑  Арабатська
7. ↑  Філатовська посуха
8. ↑  Скурджа
9. ↑  Ерік-Лімани

1. ↑  Ярилгацька
2. ↑  Севастопольська
3. ↑  Подвійна
4. ↑  Мармурова
5. ↑  Балаклавська
6. ↑  Кучук-Ламбатська
7. ↑  Кутлакська
8. ↑  Блакитна
9. ↑  Синя
10. ↑  Судацька
11. ↑  Капсельська
12. ↑  Лисяча
13. ↑  Двоякірна
14. ↑  Павлівська
15. ↑  Керченська
16. ↑  Булганак
17. ↑  Рифів
18. ↑  Морської піхоти
19. ↑  Татарська
20. ↑  Мисова
21. ↑  Сухумська[ka]
22. ↑  Батумська
23. ↑  Різе-Лімани

### Острови
Чорне море має декілька дрібних островів: Довгий, Березань навпроти лиману Дніпра і Зміїний проти дельти Дунаю. Декілька островів лежать у Бургаській затоці — острів Святий Іван, острів Святий Петро, острів Свята Анастасія (раніше Більшовик) і острів Святий Хома (в народі — Зміїний). Декілька островів лежать біля берегів Туреччини та Росії, є 1 острів-коса біля берегів Румунії.

### Затоки
Найбільші затоки:
- Ягорлицька
- Тендрівська
- Джарилгацька
- Каркінитська
- Каламітська
- Феодосійська
- Варненська
- Одеська
- Бургаська
- Синопська
- Самсунська
- Цемеська

## Клімат

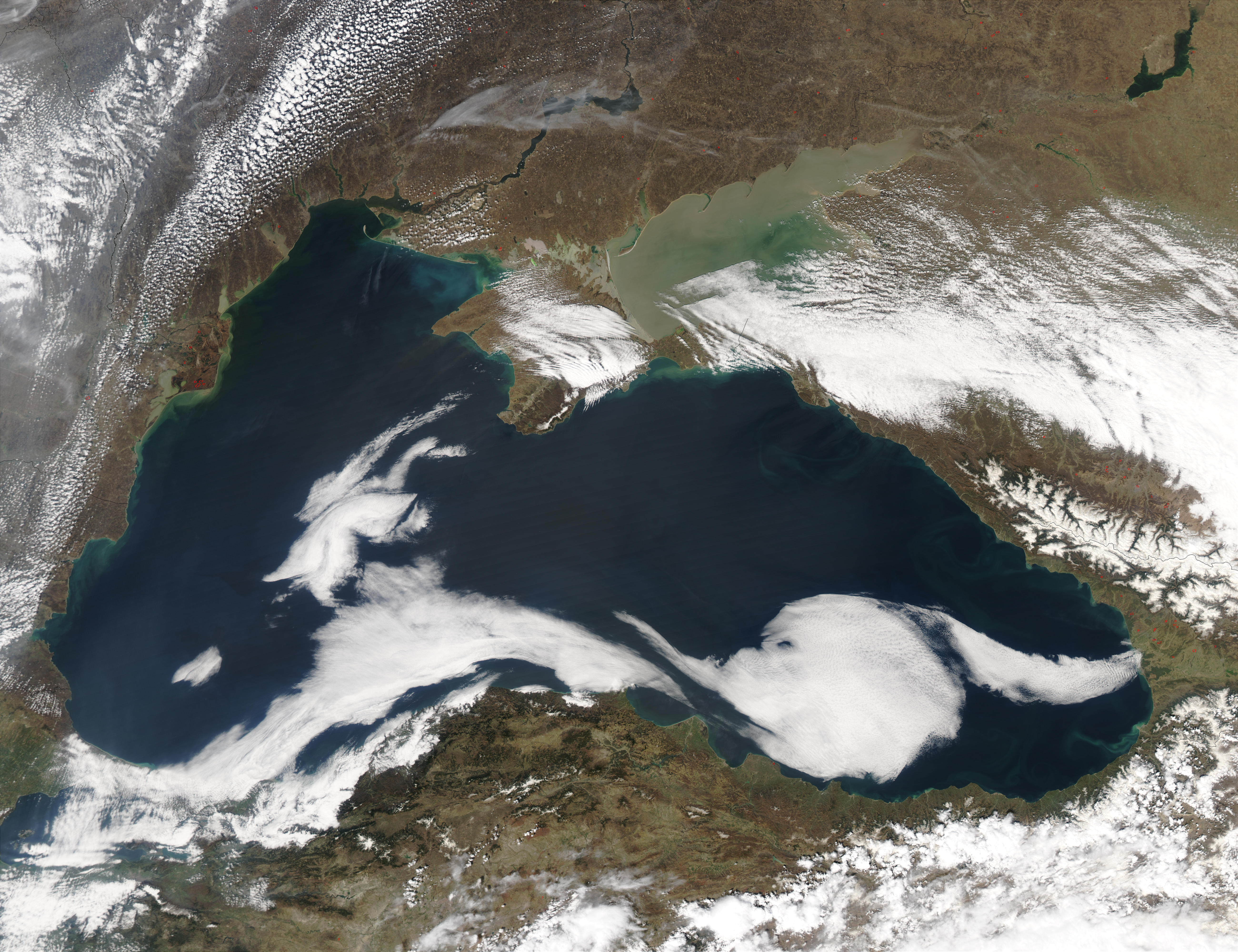
Хмарний покрив над Чорним морем 25 квітня 2003 року

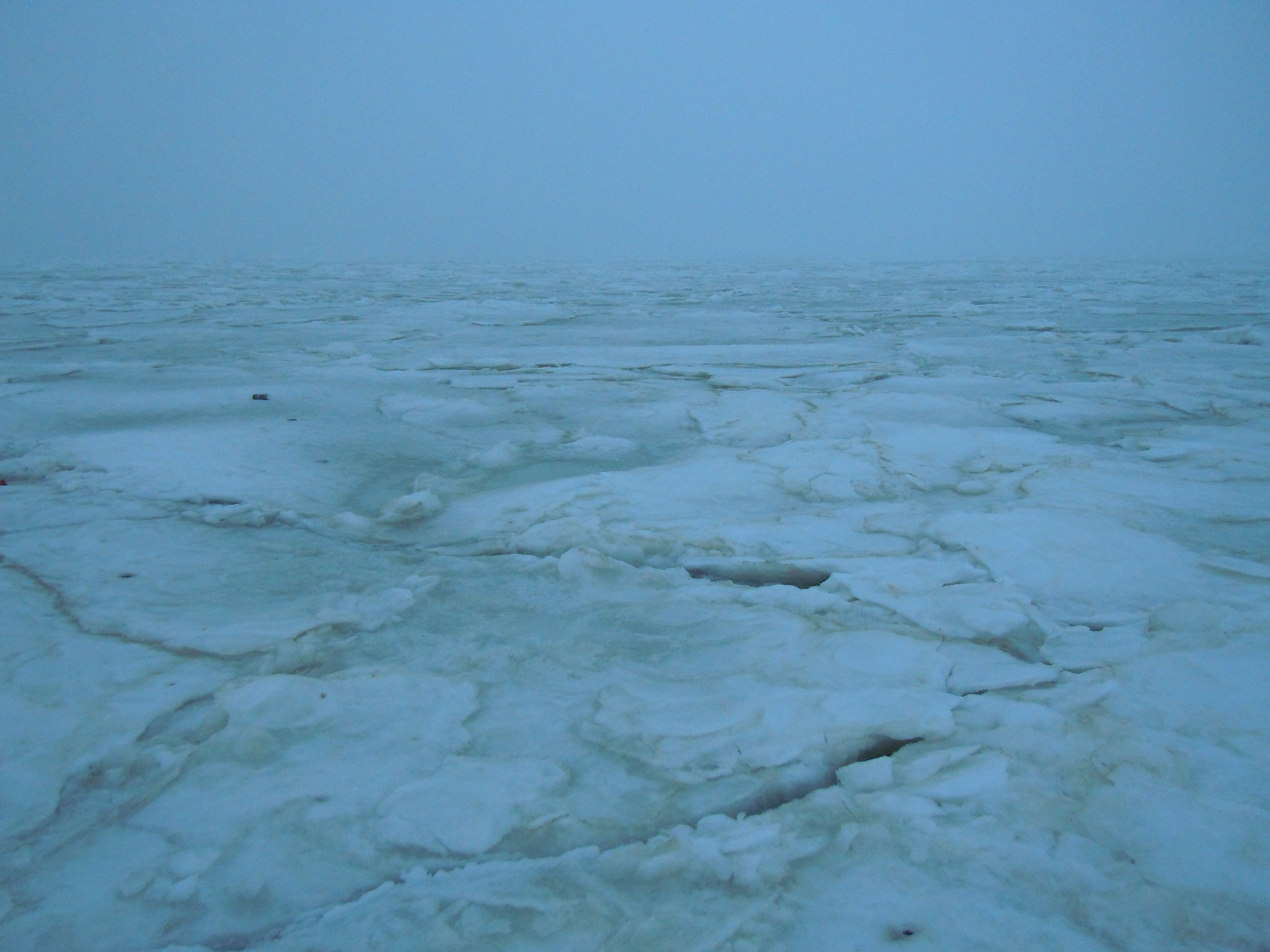
Крига в Одеській затоці

Північна частина акваторії моря лежить у перехідній зоні від морської до континентальної області помірного кліматичного поясу, а південна — в середземноморській області субтропічного.
На клімат Чорного моря великий вплив має його посередконтинентальне положення. На півночі панують помірні повітряні маси. Переважає західний перенос. Значні сезонні коливання температури повітря. Цілий рік переважає циклонічна діяльність, погода мінлива, в холодну пору року шторми. На півдні влітку переважають тропічні повітряні маси. Значні сезонні амплітуди температури повітря і розподілу атмосферних опадів з відносно теплою дощовою зимою і ясним жарким літом. Чорноморське узбережжя Кавказу та південний берег Криму захищені горами від холодних північних вітрів, внаслідок чого мають м'який середземноморський клімат, а на південний схід від Туапсе — вологий субтропічний клімат.
Значний вплив на погоду над Чорним морем надає Атлантичний океан, над яким зароджується велика частина циклонів, що приносять на море погану погоду та бурі. На північно-східному узбережжі моря, особливо в районі Новоросійська, невисокі гори не є перешкодою для холодних північних повітряних мас, які, перевалюючись через них, обумовлюють сильний холодний вітер (бору), місцеві жителі називають його «норд-ост». Південно-західними вітрами зазвичай в чорноморський регіон приносяться теплі та достатньо вологі середземноморські повітряні маси. У літній час над морем знаходиться відріг Азорського антициклону. Як підсумок, для більшої частини території моря характерна тепла волога зима і спекотне сухе літо.
Середня січнева температура повітря в північній частині Чорного моря +2 °C, але в окремі роки може опускатися і до -10 °C і більше. На територіях, прилеглих до Південного берега Криму та узбережжя Кавказу, зима набагато м'якша: температура рідко опускається нижче +5 °C. Сніг, тим не менш, періодично випадає в північних районах моря. Середня температура липня на півночі моря — +23–25 °C. Максимальні температури не настільки високі завдяки пом'якшувальному дії водного резервуара та зазвичай не перевищують 37 °C. Найтепліше місце на узбережжі Чорного моря — узбережжі Кавказу, зокрема місто Гагра на території сучасної Абхазії (середньорічна температура +17 °C).
Найбільша кількість опадів в чорноморському регіоні випадає на узбережжі Кавказу (до 1500 мм на рік), найменше — в північно-західній частині моря (близько 300 мм на рік). Хмарність за рік в середньому становить 60 % з максимумом взимку та мінімумом влітку.
Води Чорного моря, як правило, не схильні до замерзання. Однак в дуже суворі та тривалі зими північна частина моря може покриватися льодом, проте це буває не частіше, ніж раз на кілька десятків років. Температура води в середньому по морю не опускається нижче +7–8 °C.
Влітку біля берегів Чорного моря спостерігається стійкий термоклин — межа між холодною глибинною водою і теплою водою поверхневого шару. Щоб це відчути, треба опуститися на глибину в кілька метрів, потрапивши з 20-градусної в 12-градусну воду.
| Горизонт м | Січень | Лютий | Березень | Квітень | Травень | Червень | Липень | Серпень | Вересень | Жовтень | Листопад | Грудень |
| 0          | 7,7    | 7,2   | 6,8      | 9,2     | 14,1    | 19,8    | 22,8   | 23,8    | 20,8     | 18,7    | 11,7     | 9,5     |
| 10         | 7,7    | 7,1   | 6,8      | 9,0     | 12,8    | 18,5    | 21,8   | 23,6    | 20,7     | 18,6    | 11,8     | 9,6     |
| 20         | 7,7    | 7,0   | 6,7      | 8,4     | 10,2    | 11,9    | 12,2   | 13,6    | 19,2     | 17,9    | 11,6     | 9,6     |
| 30         | 7,7    | 7,0   | 6,6      | 7,7     | 7,9     | 7,8     | 8,5    | 9,0     | 9,1      | 12,0    | 10,4     | 9,2     |
| 50         | 7,6    | 7,4   | 7,3      | 7,6     | 7,4     | 7,3     | 7,4    | 7,6     | 7,2      | 8,0     | 7,6      | 7,8     |
| 100        | 8,3    | 8,4   | 8,4      | 8,4     | 8,3     | 8,3     | 8,4    | 8,3     | 8,3      | 8,2     | 8,3      | 8,3     |
| 200        | 8,7    | 8,7   | 8,7      | 8,7     | 8,7     | 8,7     | 8,7    | 8,7     | 8,7      | 8,7     | 8,7      | 8,7     |
| 500        | 8,9    | 8,9   | 8,9      | 8,9     | 8,9     | 8,9     | 8,9    | 8,9     | 8,9      | 8,9     | 8,9      | 8,9     |
| 1000       | 9,0    | 9,0   | 9,0      | 9,0     | 9,0     | 8,9     | 8,9    | 8,9     | 9,0      | 8,9     | 8,9      | 9,0     |
| 1500       | 9,0    | 9,0   | 9,1      | 9,0     | 9,0     | 9,0     | 9,0    | 9,0     | 9,0      | 9,0     | 9,0      | 9,0     |

## Гідрологія

### Морська вода
Об'єм води Чорного моря становить близько 547 000 км³. На нього впливають такі природні складові:
- + опади — 230 км³;
- + стік континентальних вод — 310 км³;
- + приплив з Азовського моря — 25 км³;
- - втрата через випаровування з поверхні — 357 км³;
- - витік через Босфор — 208 км³.

Якщо зважити на відносно молодий геологічний вік моря, і завдяки великому припливу прісних вод, що їх приносять річки, також опріснені води з Азовського моря, солоність води Чорного моря майже на 50 % нижча від солоності океану. Вона найнижча (13 ‰) на північному заході та збільшується до 17–18 ‰ в інших частинах. Солоність змінюється також з глибиною; вона найменша у верхньому шарі й зростає до ~22 ‰ на глибині 730 м; глибше залишається майже такою ж до самого дна.
За температурним показником води моря розподіляються на два нерівні шари: верхній — до глибини приблизно 60–80 м і нижній від 80 м до самого дна, який зберігає майже незмінну температуру — близько +9 °C. Взимку температура води верхнього шару зростає від поверхні до глибини 500 м, влітку вона знижується. Вертикальні зміни температури нерівномірні. На поверхні вона найнижча в лютому: від 0,5 °C на півночі (тут прибережні води покриваються кригою, що сягає 10—20 км від берега, а часом навіть більше), до +5 °C +8 °C на півдні. Найвищу температуру має вода в серпні: від +20 °C на півночі до +25 °C і вище на півдні. Вода в Азовському морі нагрівається до +26–27 °C, у лиманах навіть до +30 °C.

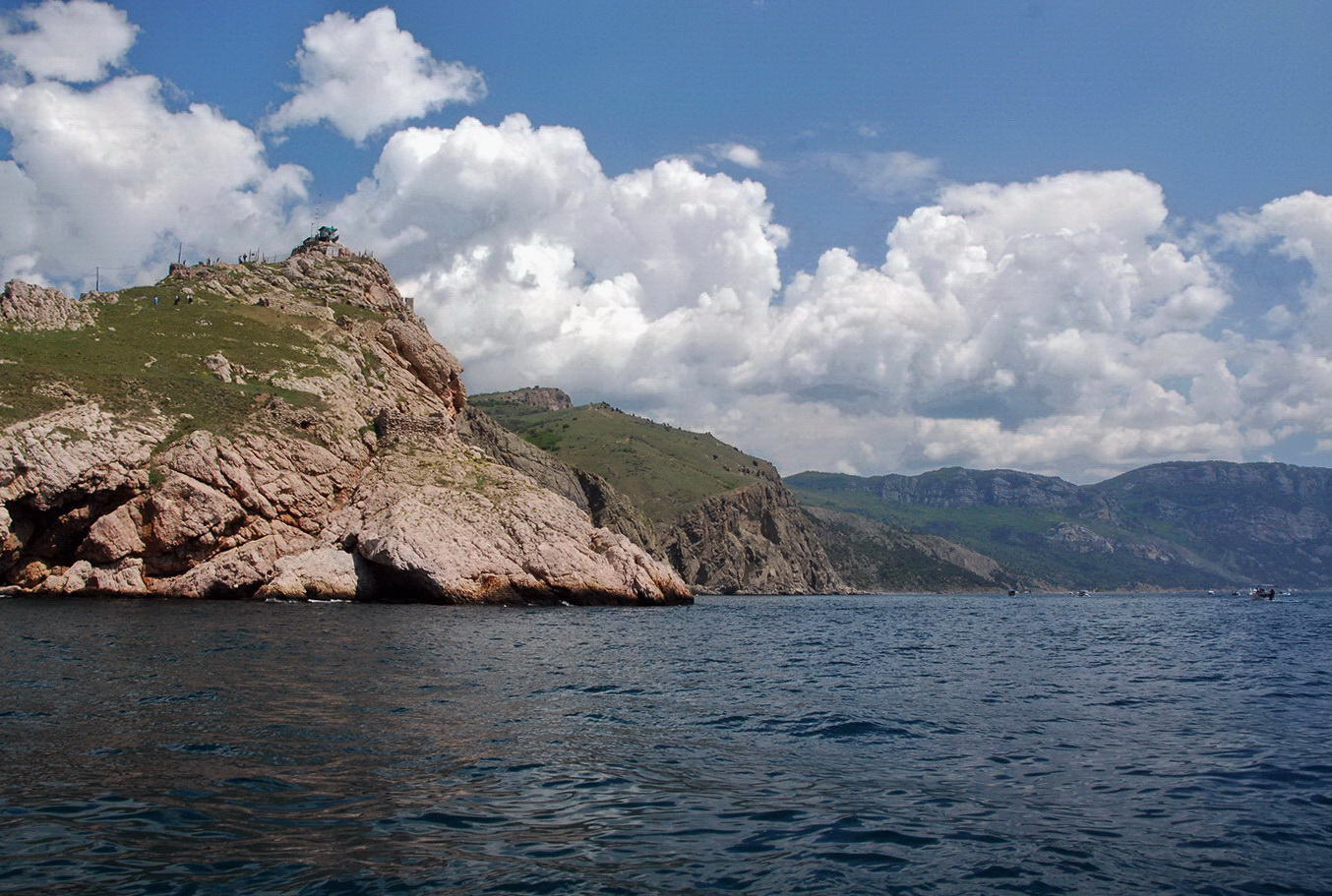
Чо́рне мо́ре, південь Криму

Густина морської води залежить від її солоності і температури. Вона найменша при гирлах річок і біля Керченської затоки (пересічно 1 010–1 014 Гр/л) і зростає в бік відкритого моря та вглиб (на глибині близько 80 м — 1 020 Гр/л), далі залишається такою ж до дна.
З різних газів морської води найважливішим є кисень (O2), який підтримує органічне життя. Його кількість у верхньому прошарку води сягає 4–7 см³/л води. Зі зростанням глибини швидко зменшується до 0,5 см³, на глибині близько 200 м. Така кількість не достатня для підтримання органічного життя, тому воно зникає, за винятком кількох видів бактерій (мікроспора естуарії). Другу перешкоду для розвитку організмів нижче 200 м глибини становить висока кількість сірководню (H2S), яка зростає до 6–7 см³ на літр води на глибині 2 000 м.
Прозорість води сягає до 16–22 м глибини. Вона є низькою в прибережних районах (2–3 м) і високою в центральних частинах моря (20–27 м).
Станом на 10 червня 2023 року, після підриву Каховської ГЕС та неконтрольованого витоку води з Каховського водосховища за руслом Дніпра в море, згідно повідомлення Державної екологічної інспекції Південно-Західного округу Державної екологічної інспекції України, поблизу узбережжя Північно-Західної частини Чорного моря різко знизилась в 2,7–2,9 разів солоність води. За результатами лабораторних досліджень у морській воді виявлено перевищення: завислих речовин — до 1,6 разів, заліза загального — від 3,4 до 9 разів, амонійного азоту — у 10–15 разів.
Станом на 9, 10, 11 червня 2023 року, згідно повідомлення Державної екоінспекції Південно-Західного округу, рівень солоності води на узбережжі моря поблизу м. Одеси складав 2,5 проміле, що в 6 разів нижче за норму.

### Рух води
Поверхня вод Чорного моря переважно спокійна. Хвилі виникають за вітряної погоди, особливо взимку. Під час буревіїв вони можуть зростати до висоти 15 м і більше та загрожувати малим суднам. Припливи та відпливи майже непомітні,
, бо сягають ледве 10 см висоти.

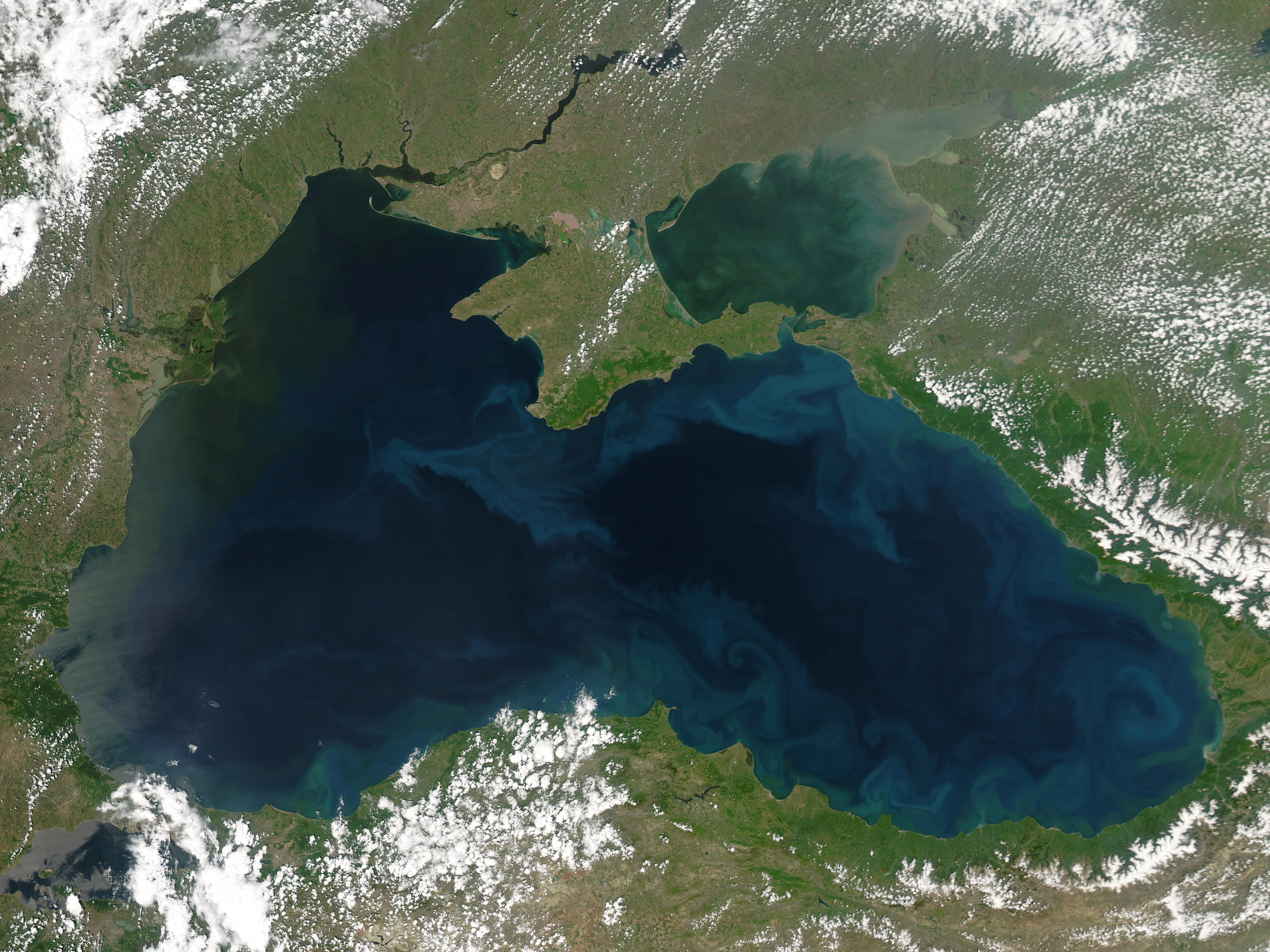
Цвітіння фітопланктону та сліди осадів, утворюють яскраві сині вихорі, що зображують Чорне море на цьому знімку 2004 року

На Чорному морі є два роди морських течій:
- поверхневі, спричинені циклонними вітрами;
- подвійні течії в Боспорській та Керченській протоках, спричинені обміном вод різної густини між двома суміжними морськими басейнами.

Поверхневі течії утворюють два замкнені кільця. Ширина західного кільця навпроти дельти Дунаю сягає близько 100 км; воно звужується на південь. Швидкість близько 0,5 км/год. Ширина східного кільця замкнена в межах 50–100 км, швидкість течії до 1 км/год.
Подвійна течія в Боспорській протоці — це обмін вод між Чорним та Мармуровим морями. Менш солона й легша вода Чорного моря рухається як верхня течія до Мармурового, зі швидкістю 1–2 м/с. Натомість, солоніша і густіша вода Мармурового, тече нижньою течією на глибині 50–120 м до Чорного, зі швидкістю 4–6 м/с. Друга подвійна течія — це течія між Чорним і Азовським морем: солоніша вода з Чорного моря, переливається нижньою течією до Азовського, а опріснена вода — верхньою течією назустріч з Азовського.
Крім горизонтальних течій, існують вертикальні рухи, але вони обмежені верхнім шаром води — приблизно 80 м.

### Річки басейну
Дунай, Дністер, Дніпро, Південний Буг, Мзимта, Ріоні, Кодорі, Інгурі, Чорох, Кизил-Ірмак, Ешлі-Ірмак, Сакар'я.

## Біологія

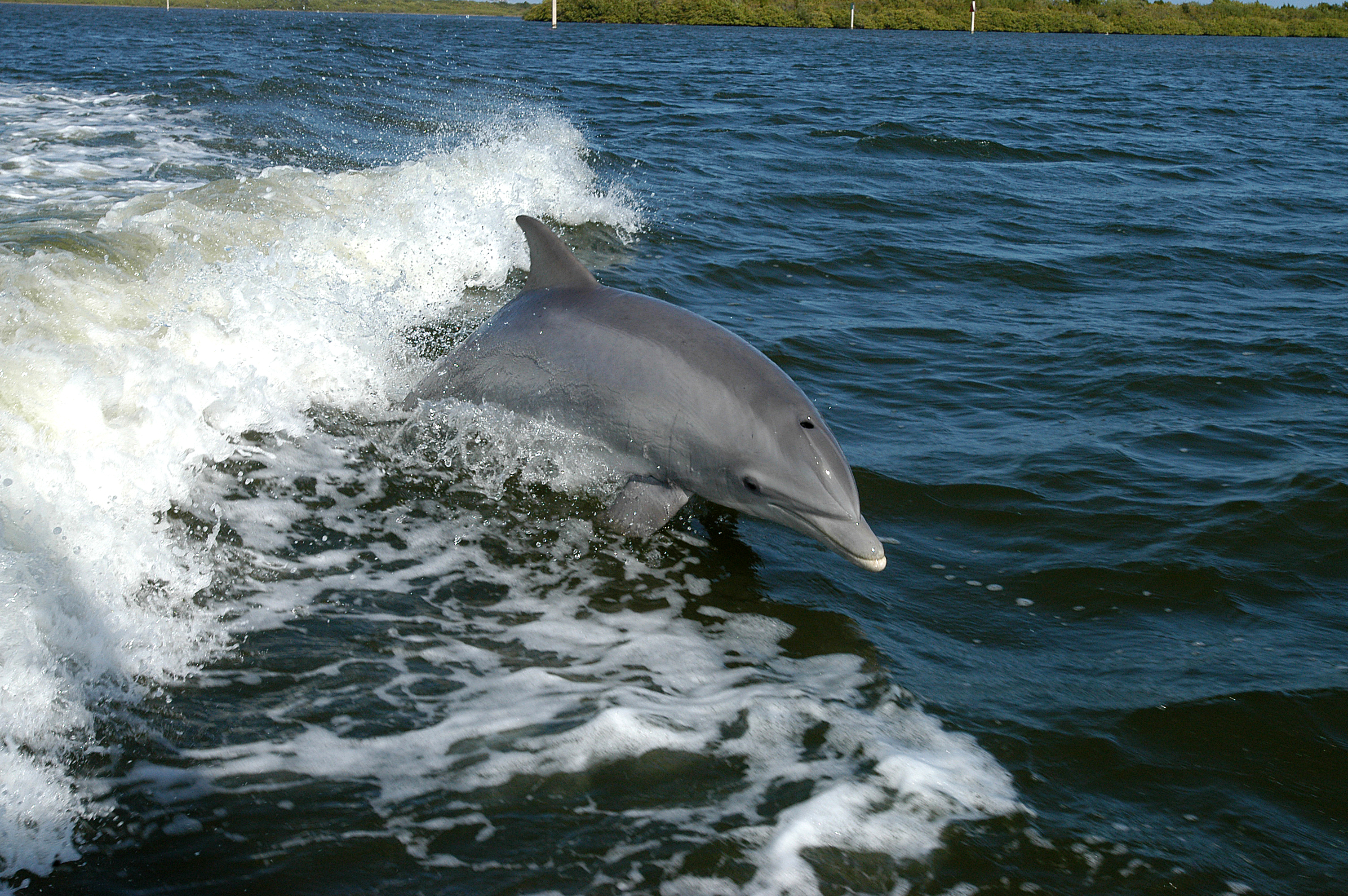
Дельфін-афаліна
(Tursiops truncatus ponticus)

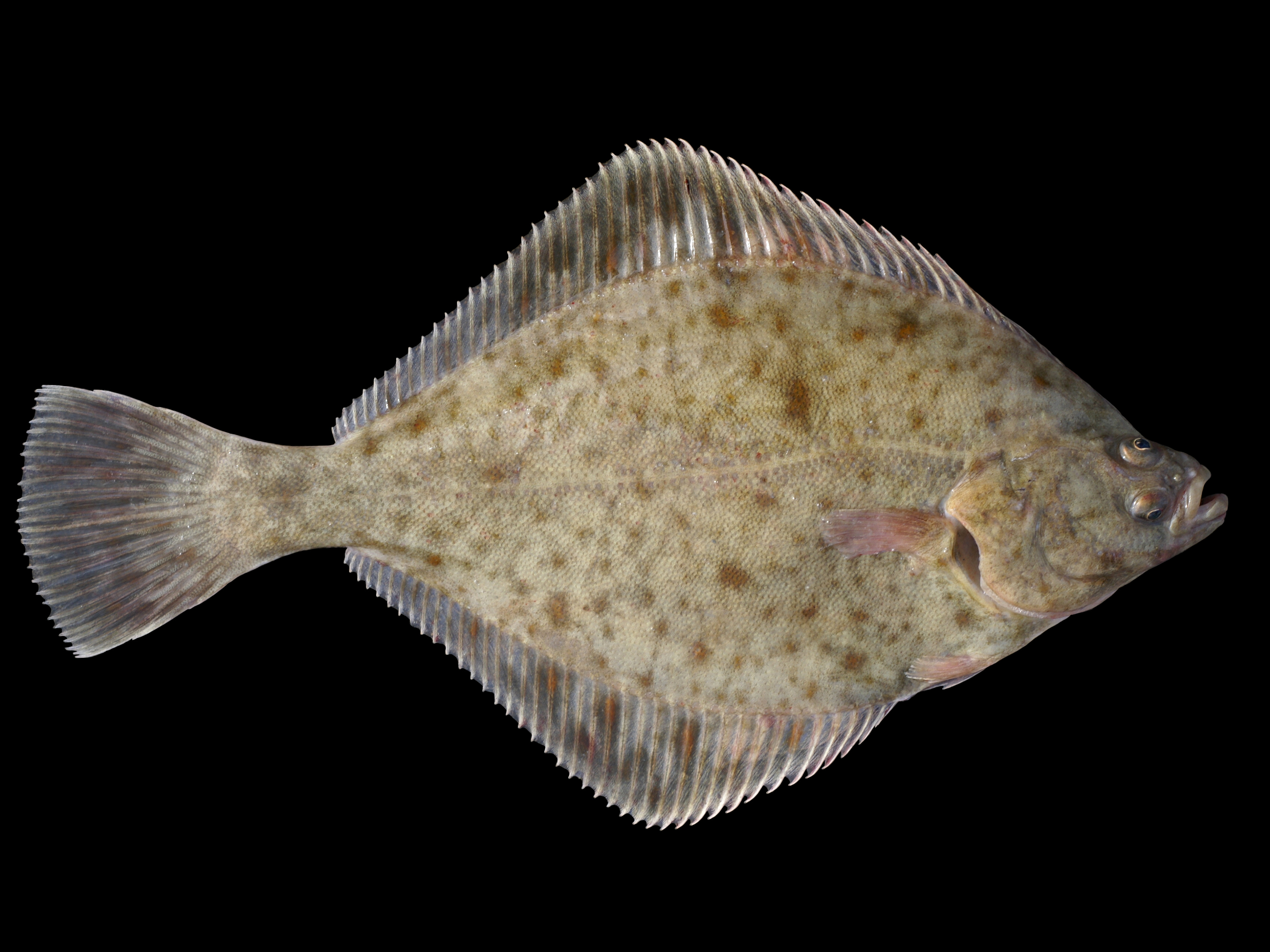
Глось (Platichthys flesus)

Акваторія моря належить до морського екорегіону Чорноморський басейн бореальної північноатлантичної зоогеографічної провінції. У зоогеографічному відношенні донна фауна континентального шельфу й острівних мілин до глибини 200 м належить до середземноморської провінції, перехідної зони між бореальною та субтропічною зонами.
Найособливішою характеристикою Чорного моря є відсутність органічного життя у водах на глибині нижче 150–200 м через шар сірководню, за винятком кількох анаеробних бактерій. Станом на 2015 р. кисневий прошарок Чорного моря зменшився до 90 м. 
Життя зосереджене головним чином в мілких водах континентального шельфу і в річкових гирлах північно-західної частини моря.

### Флора
Рослинний світ представлений фітопланктоном, що складається приблизно з 350 видів одноклітинних організмів, 280 видів донних макрофітів, кількох видів трав і морських зел. У північно-західній частині моря часто зустрічаються великі скупчення червоної водорості філофори, з якої добувають агар-агар, який використовують у кондитерській, текстильній промисловості, а також у мікробіології. Філофора рубенс покриває понад 15 000 км² морського дна і нагромаджує понад 5 млн тонн біомаси. На мулистих і піскових відкладах спокійних заток росте морська трава зостера, багата на колонії риб. На прибережних скелях можна зустріти ульву, або морський салат, на невеликих глибинах росте бура водорість цистозіра.

### Фауна
Тваринний світ Чорного моря бідний на види порівняно з середземноморською фауною (2 тис. проти 6 тис. видів). Фауна моря нараховує близько 350 видів найпростіших тварин, 650 видів ракових, понад 200 видів молюсків, близько 160 видів риб і 4 ссавців: тюлень (Monachus monachus) і три види дельфінів. У заростях морської рослинності ховається безліч морських безхребетних — крабів та молюсків, а в товщі води плавають медузи аурелія (лат. Aurelia aurita) та коренерот. Ссавці і риби мають промислове значення. Рибальство дає великі улови осетрових, скумбрії, оселедців, шпротів, хамси, саргана тощо.

## Античність
Зв'язки Північного Причорномор'я з Півднем відомі з праісторичних часів ще з доби егейської культури. Вже в 2 тисячолітті тут оперували грецькі пірати й купці, які згодом створили на північних берегах моря купецькі факторії, що перетворилися у VI — V століттях до Христа на міста-держави. Найважливіші з них: Тіра, Ольвія, Керкинітида (Євпаторія), Херсонес, Фанаґорія, Танаїс тощо. Північне Причорномор'я тоді населяли скіфи, згодом їх замінили сармати. Основою народного господарства грецьких міст була торгівля сільськогосподарськими продуктами, в основному пшеницею, яку експортували до Греції, а завозили вино, олію і предмети розкоші для скитської верхівки (вироби мистецького промислу, тканини тощо). Вплив високорозвиненої грецької культури сягнув за посередництвом грецьких міст углиб східної околиці Європи. З грецьких міст і міських поселень обабіч Керченської протоки у VI — V століттях до Христа постало Боспорське царство зі столицею в Пантікапеї. У II — I століттях до нової ери воно стало частиною Понтійського царства, а з I ст. століття Римської імперії. Саме на той час припадає другий період економічного і культурного розвитку Північного Причорномор'я.
Наскоки готів у III ст., які увійшли в Причорномор'я й знищили більшість грецьких міст, а з IV ст. велике переселення тюрко-монгольських народів з Азії в причорноморські степи і далі на захід та занепад Римської імперії спричинили занепад майже всіх міст узбережжя; найбільших втрат завдав їм наскок гунів у середині IV ст. За ними перейшли до Північного Причорномор'я болгари, авари й угорці. У IX ст. Візантія (Східна Римська імперія) заволоділа уцілілими в Криму грецькими колоніями (найбільше з них — Херсонес).

### Середньовіччя
З ранньої доби української історії західне Причорномор'я заселяли предки східних слов'ян — анти, а пізніше літописні племена уличів і тиверців. Перші київські князі Аскольд, Олег, Ігор, Ольга, Святослав і Володимир здобули та поширили доступ до Чорного моря, навіть здійснювали морську експансію: з історичних джерел відомі морські походи на Царгород (860), а далі походи Олега (911) й Ігоря (945) на Візантію, які закінчилися вигідними для Руси торговельними договорами. Для закріплення доступу до моря збудовано ряд городів: Олешшя над гирлом Дніпра, Пересічень — правдоподібно над нижньою течією річок Дністра і Прута, Руський порт у гирлі Дону; наприкінці IX ст. Тмуторокань у гирлі Кубані, що стала центром Тмутороканського князівства. Намагання князя Святослава створити другий руський причілок у гирлі Дунаю в боротьбі з Болгарією і Візантією не мали успіху. Князь Володимир намагався здобути у Візантії південний Крим, завоював Херсонес (Корсунь), який, однак, не залишився в його володінні; та Київська держава здобула для себе природний морський кордон (вперше природний кордон українського народу), забезпечила русько-візантійську торгівлю і відкрила на Русь шлях впливам візантійської культури.
Зв'язок Київської держави з Чорним морем послабили орди кочовиків, які йшли зі сходу на причорноморські степи: з початку X ст. печеніги, потім на недовгий час торки і з сер. XI ст. половці. Лише шляхом значних потуг Київ продовжував утримувати сполучення Дніпром з Чорним морем. Вже з середини XIII ст. сторіччя була втрачена Тмуторокань, оскільки нею заволоділа Візантія. Краще сполучення з морем мало Галицьке князівство, згодом Галицько-Волинська держава, які мали пристані Білгород і (Малий Галич).
Татаро-монгольська навала (1240–1241) відірвала Україну від моря, хоч сліди українських поселень залишилися. Тоді ж на берегах постали італійські (ґенуезькі й венеційські) колонії: Кафа — Теодосія і Судак у Криму, Тана в гирлі Дону, Білгород-Монкастро в гирлі Дністра, через які проникали на українські землі не тільки західноєвропейські товари, але й культурні впливи. Італійські міста визнавали зверхність нового володаря Криму і Причорномор'я — татарської Золотої Орди.

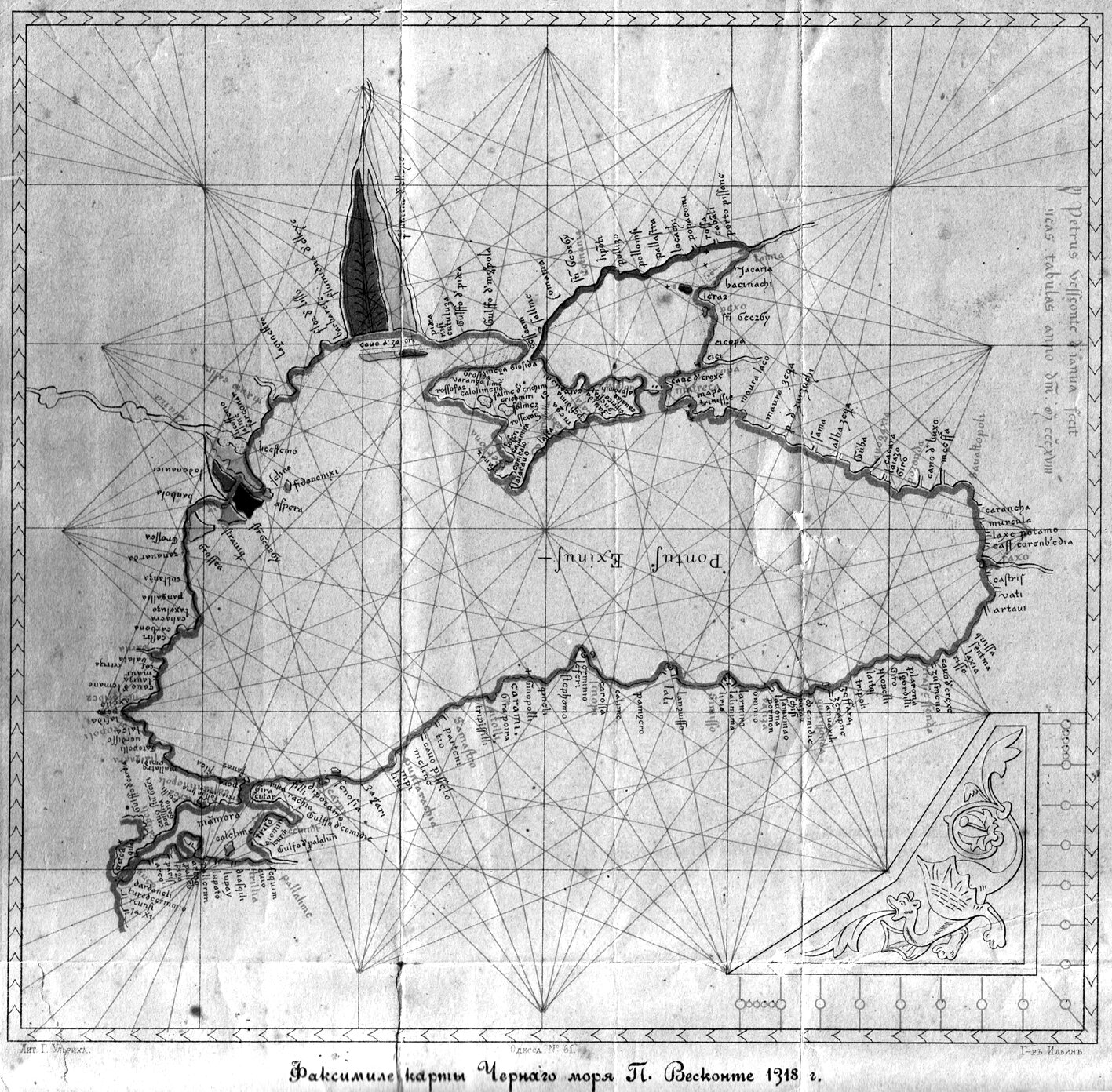
Портолан П'єтро Весконте, 1318 рік
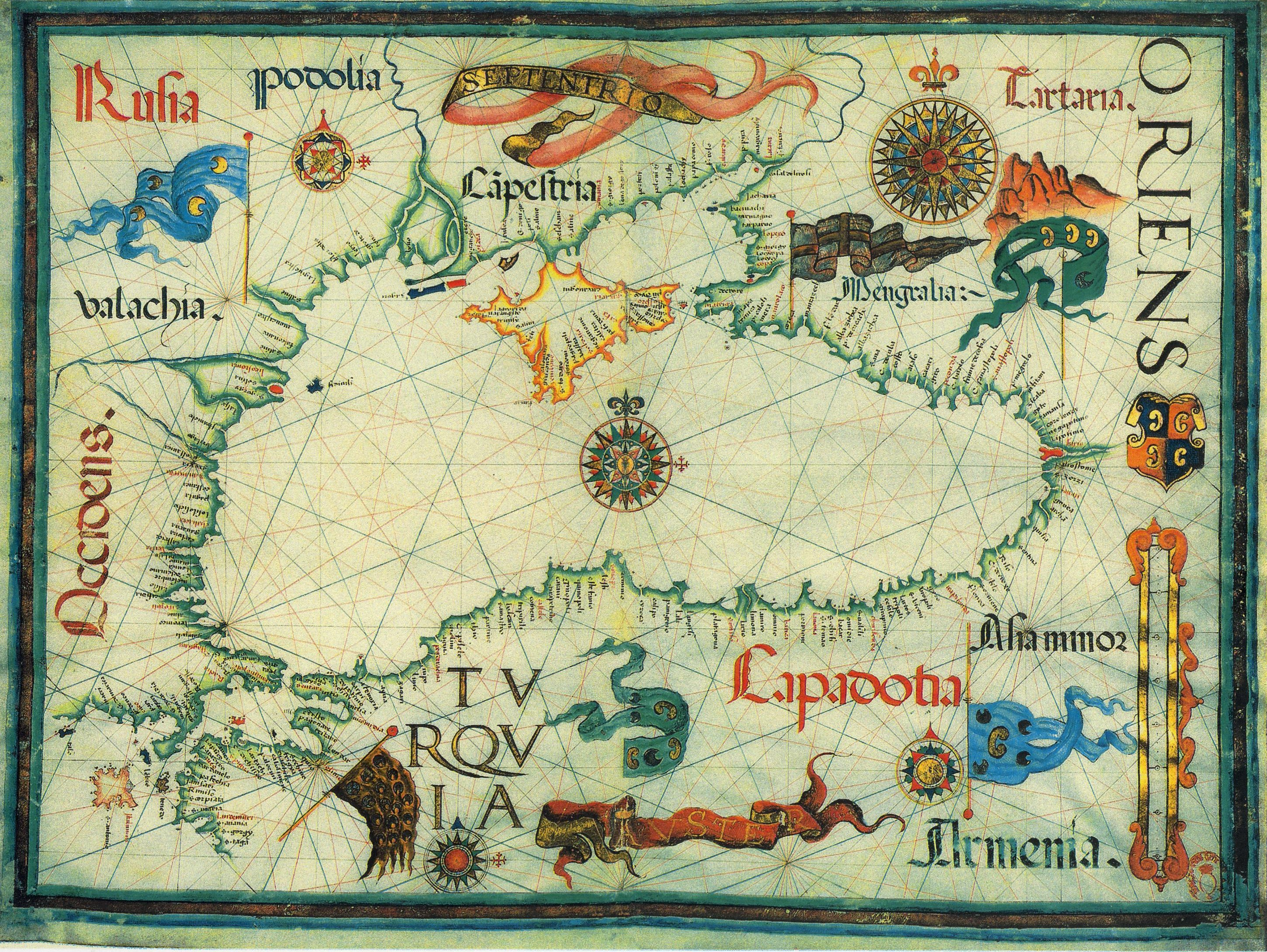
Портолан Діогу Хомема, 1559 рік
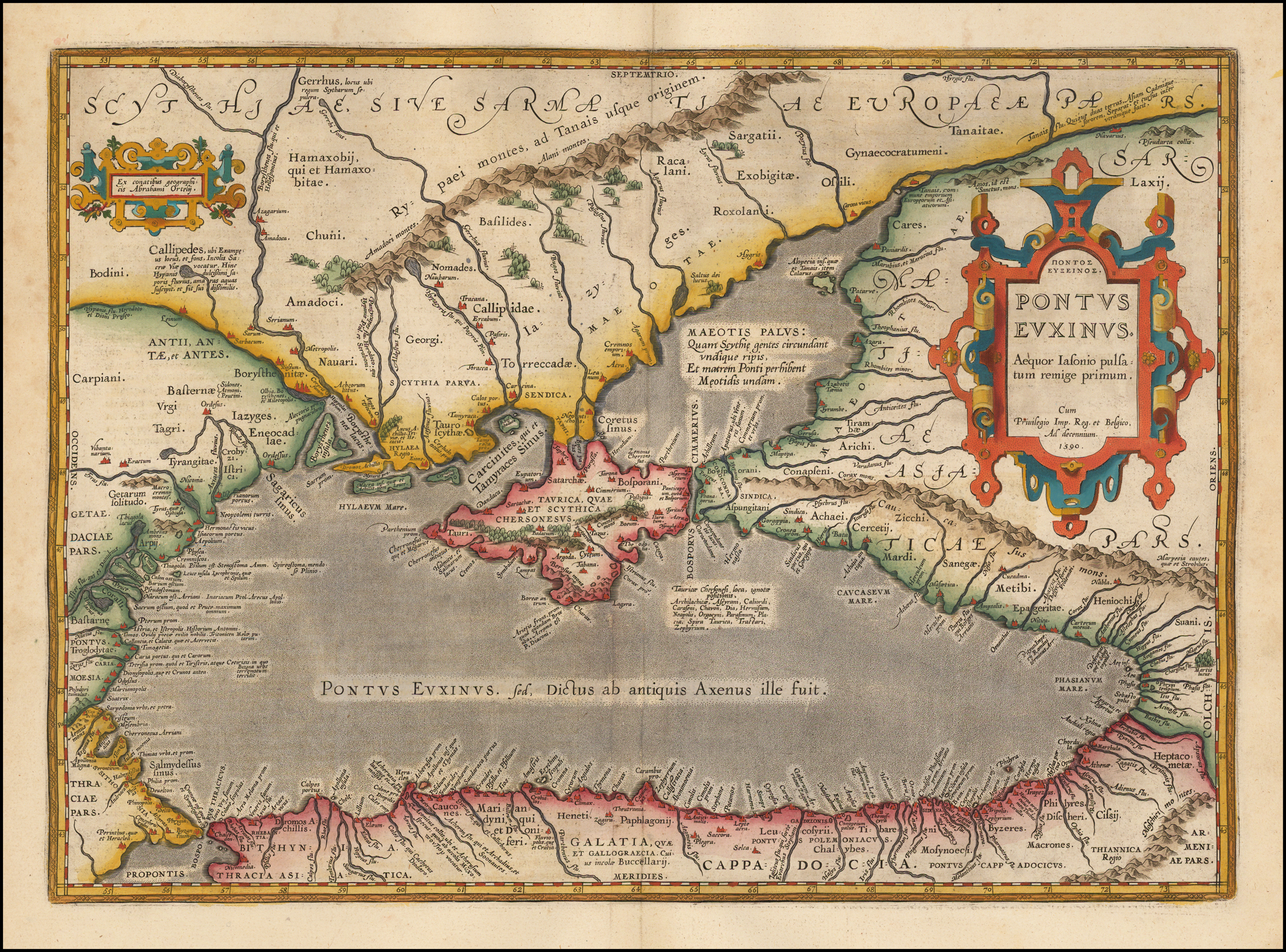
Мапа Чорного моря Абрагама Ортеліуса, 1590 рік

Наприкінці XIV ст., скориставшись з ослаблення Золотої Орди, литовський князь Вітовт відібрав у татар частину Півдня України та поширив свої володіння над Чорним морем, що й уможливило відновити українські колонізаційні заходи, зокрема простежується багато новозаснованих укріплень і митних городів над долішніми течіями Дніпра (замок Св. Івана), Дністра, Бога, порт у Хаджибеї тощо. Ці тимчасові здобутки були втрачені, коли після розпаду Золотої Орди до влади прийшли більше аґресивні орди (середина XV ст.): Велика Орда і, зокрема, Кримський ханат. Останній опанував Крим та більшість північного Причорномор'я і у 1478 році визнав зверхність нової потуги — Османської імперії. У 1453 році Османська імперія захопила Царгород і наприкінці XV ст. утвердилася на всьому Чорному морі, що стало відтоді майже на 300 років її внутрішньою водоймою. Османська імперія опанувала й італійські колонії, а Молдова стала її васалом. Османська імперія заснувала над морем фортеці Аккерман (Білгород) та Очаків; над нижнім Дніпром постали татарські укріплення. Разом з цим Чорне море перестало бути для України вікном у світ. У процесі татарських наскоків частина лісостепової України була спустошена, і постійно заселена українцями територія відсунулася так далеко від морів, як ніколи перед тим. Виявом самооборони українців було козацтво, зокрема Запорізька Січ (з середини XVI ст.), яка не тільки спинила наскоки татар, але й сама перейшла до нападів (зокрема 1589–1621) на своїх чайках на прибережні татарські й османські міста: Євпаторію, Синоп, Трапезунд, на фортеці при гирлі Дунаю (Білгород, Кілію, Ізмаїл), досягаючи навіть передмість Стамбулу.

### Російська експансія

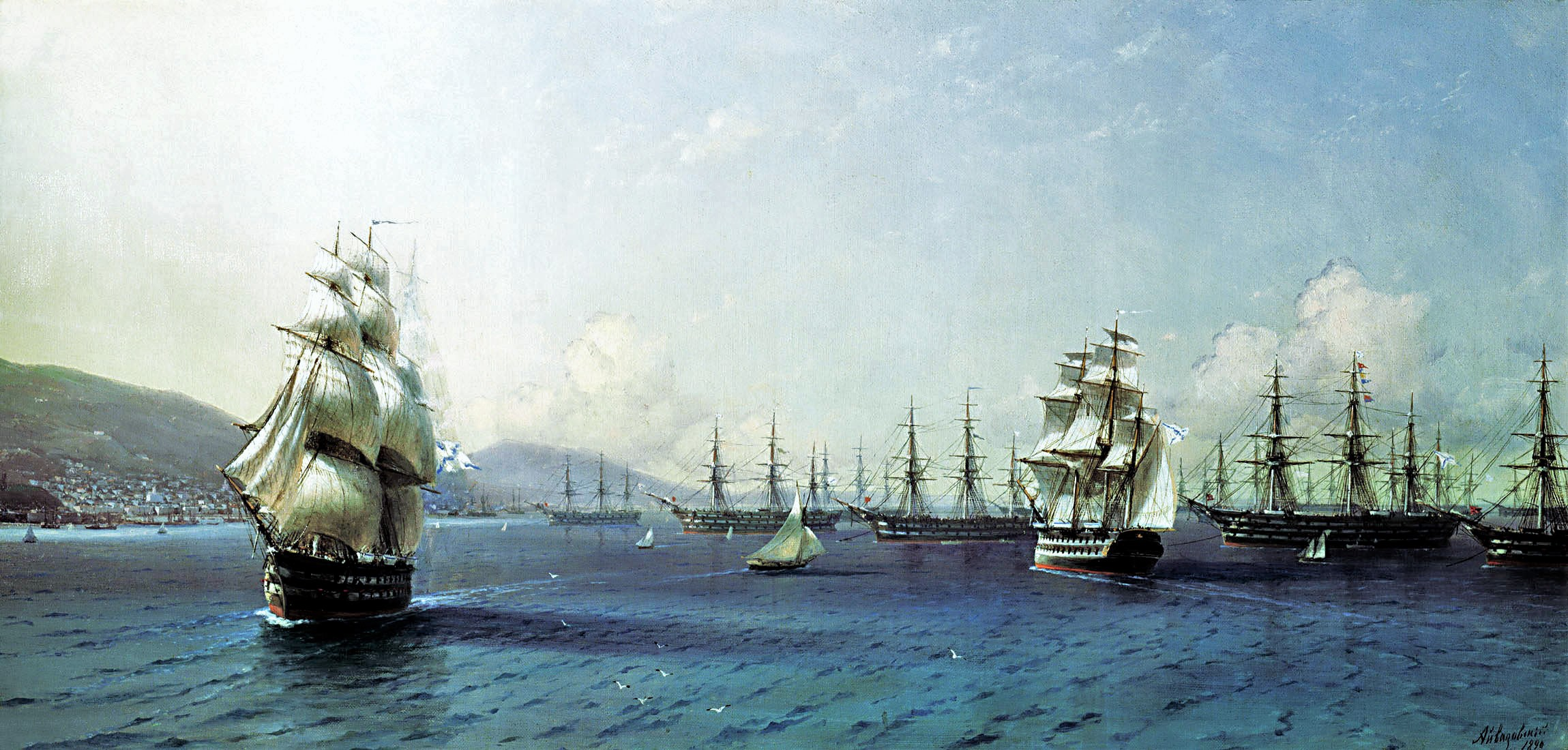
Іван Айвазовський «Чорноморський флот в Феодосійській бухті», 1839 рік

Значні політичні зміни в басейні Чорного моря почалися наприкінці XVII ст. коли Москва, використавши ослаблення Османської імперії, в ряді воєн з нею змогла здійснити свої плани: здобути доступ до теплих морів і захопити османські володіння на північному Причорномор'ї. Спершу Московське царство здобуло османсько-татарські фортеці на долішнім Дону (1695), потім фортецю Азов. У ряді воєн з Османською імперією (1735–1739, 1768–1774, 1787–1791) Росія витиснула її з Північного Причорномор'я (зокрема, на підставі Кучук-Кайнарджійського мирного договору (1774) і у 1783 заволоділа всім Кримським ханством. У 1812 році до Російської імперії приєднано і Причорномор'я між Дністром та Дунаєм (Бессарабія). Ліквідація Кримського ханства дозволила його швидку колонізацію українцями (почасти росіянами, менше болгарами, німцями, греками). Таким чином, українська етнографічна територія значно збільшилася (нові землі: Південна Україна (Новоросія, Таврія, Кубань), і вона по віках перерви вже назавжди здобула природний морський кордон та зв'язок зі світом. У XIX ст. важливою подією в історії регіону була Кримська війна (1853–1856).

### XX століття
В XX ст. відроджена українська держава 1917 року охопила чорноморське узбережжя від гирла Дністра до Криму й Азовського моря по Маріупіль. Військо УНР зайняло Крим у квітні 1918 року, але мусило його покинути на вимогу німців. Це й спричинило втрату Україною Чорноморського флоту у Севастополі, який вже підняв українські прапори. За гетьмана П. Скоропадського Крим визнав українську зверхність, закріпленню якої перешкодили подальші події.
З кінця 1918 по кінець 1920 року північне узбережжя Чорного моря було територією боротьби між Армією УНР (1918–1919), більшовиками, французьким десантом, військом Денікіна, а згодом Вранґеля, а також українськими повстанцями. З кінця 1920 року все узбережжя опинилося в руках більшовиків: воно увійшло до складу УСРР, Крим і Кавказький берег до складу РРФСР; узбережжя між Дунаєм і Дністром (Бессарабія) увійшло до складу Румунського королівства до серпня 1940, у 1940–1941 та 1944–1954 воно формувало морський кордон Ізмаїльської області УРСР.
За німецько-радянської війни 1941–1945 років німецьке військо окупувало Крим від 1941–1942 до другої половини 1943 — початку 1944. У 1954 році Кримську область передано до УРСР.

### Статус проток
Довгий час не був вирішений міжнародно-правний статус чорноморських проток Босфору і Дарданеллів та розташованого між ними Мармурового моря, які були у володінні Османської імперії. На підставі Кучук-Кайнарджійського мирного договору (1774) Російська імперія дістала від Османської імперії право вільного проходу через протоки для торгового флоту. Від 1821 року це право одержали й інші держави. Право проходу військових кораблів мали тільки Османська імперія та Російська імперія. Після Кримської війни на підставі Паризького мирного договору Російська імперія не мала права тримати свій військовий флот на Чорному морі, яке було проголошене нейтральним. Згодом морем почали плавати воєнні кораблі причорноморських держав, а з деякими обмеженнями й інших держав. Сучасний статус проток з невеликими пізнішими змінами регулюють постанови конференції в Монтре 1936 року; вони передбачають свободу судноплавства Чорним морем з деякими обмеженнями для військового флоту.

## Чорне море в Україні
Береги Чорного і Азовського морів є природними межами українських земель на півдні, в цих морях проходить південний кордон держави. Чорне море є природним кордоном України з півдня, одночасно воно пов'язує її зі світом. Цим шляхом від початку її історії проходили з півдня економічні, політичні і культурні впливи; завдяки річкам, що течуть до Чорного моря (Дунай, Дністер, Буг і насамперед Дніпро, а на східних межах України Дон), вони могли легко сягати в глибину українських земель. Дніпро і Варязький шлях були головними артеріями Київської держави, що сполучали Чорне і Балтійське моря. Над Дніпром і його притоками лежить більшість стародавніх міст Русі-України.
На північному узбережжі Чорного моря перехрещувалися впродовж віків три напрями експансії:
- Народи, що жили в Україні (в IX ст. Київська держава), хотіли дійти до Чорного моря;
- Середземноморські народи (греки, візантійці, італійці) хотіли опанувати найбільше висунену на північ частину моря;
- Але на Північне Причорномор'я (у степову смугу) споконвіку приходили орди кочовиків з Азії і намагалися відсунути від Чорного моря народи, які жили на Причорномор'ї, і знищити колонії середземноморських народів.

Так виникали конфлікти за володіння північними берегами Чорного (також Азовського) морів, які тривали століттями. Це й було причиною, що український народ здобув Чорне море як свою тривалу межу пізно: остаточно тільки наприкінці XVIII ст..
Сучасну (етнічну) межу українського народу над Чорним морем можна поділити на чотири відтинки:
- від гирла Дунаю до Криму;
- Крим (аж до Керченської протоки, що з'єднує Чорне з Азовським морем);
- Кубань до Джубґи — в межах Росії;
- від Джубги до Гагр, куди доходить мішана російсько-українська етнічна територія (вже зросійщена).

## Економічне використання моря людиною
Вигідне положення, недалека відстань від джерел вугілля (Донбас), залізної (Кривий Ріг, Керч) і марганцевої (Нікополь) руд, зручна доставка іншої сировини стали причиною бурхливого розвитку промисловості та значного скупчення населення на чорноморському узбережжі. Найбільшими (у дужках число мешканців у тисячах, станом на 1986 рік) осередками є Одеса (1 132), Миколаїв (493), Херсон (352), Севастополь (345), Керч (163), Новоросійськ (175).

### Транспорт
Транспортна інфраструктура на півночі Чорного моря почала розвиватись наприкінці XVIII ст. після захоплення Причорномор'я Російською імперією водночас з колонізацією краю та спорудженням портів у Херсоні (1778), Севастополі (1784), Миколаєві (1788), Ізмаїлі (1790) й Одесі (1794). У 1828 році розпочалося судноплавне сполучення між Одесою та Євпаторією. 1838 року було засноване Чорноморське пароплавне товариство, а 1856 — Російське товариство мореплавства. На розвиток морського транспорту мала великий вплив у 1860-х роках побудова залізниць, які пов'язували чорноморські порти зі Східною Європою. Побудова Суецького каналу (1867) уможливила плавання по Індійському океанові. Чорноморський й Азовський флоти під російським прапором станом на 1913 рік складався з 416 кораблів, 807 вітрильників і 82 моторних суден, разом 473 000 брутто-тонн (42 % тоннажу Російської імперії). Українські порти обслуговувались переважно закордонними кораблями, зокрема, грецькими. 87 % вантажообігу припадало на експорт і ледве 13 % на імпорт, головним чином через Одесу. Експорт чорноморського басейну:
- зерно (45 % тоннажу);
- вугілля (20 %);
- руди (8 %);
- метали (2,6 %);
- цукор (2 %);
- будівельні матеріали тощо.

Воєнні події 1917–1921 років спричинили майже повний занепад чорноморського флоту (станом на 1922 рік ледве 5 % довоєнного стану — всього 66 кораблів). 1925 року вантажообіг становив 2,1 млн тонн (19 % довоєнного). Керівництво чорноморсько-азовського пароплавства у 1922 році було підпорядковане Центральному управлінню морського флоту в Москві; пізніше перейменоване на Радянський торговий флот, у 1930 році — на Українське чорноморське пароплавство, а після війни цілковито реорганізоване й підпорядковане Міністерству морського флоту СРСР (1954). За перші п'ятирічки чорноморський флот було частково відбудовано й модернізовано. 1938 року флотилія нараховувала 167 суден загальним тоннажем 469 000 тонн і 200 суден місцевого значення. Обіг зріс з 5,8 млн тонн (1938) до 10,3 млн тонн (1940); пасажирський рух до 2 млн осіб. Ще більше, ніж до Жовтневого перевороту, експорт переважав над імпортом; обіг із закордоном сягав 1/3 усіх обігів (у 1914 році — половина). Змінилися роди вантажів — на перше місце висунулося кам'яне вугілля, далі — нафта, збіжжя, руди, метали, дерево, сіль, будматеріали та ін.
За часів Другої Світової війни загинула половина чорноморського флоту, зазнали знищення порти (особливо в Одесі й Севастополі). Довоєнного стану досягнуто було лише близько 1950 року, і відтоді потужність флоту і пасажирський рух постійно, зростали:
- 1960 рік — 19 млн тонн — 16,6 млрд тонно-миль;
- 1965 рік — 29 млн тонн;
- 1970 рік — 38,2 млн тонн;
- 1978 рік — 50,3 млн тонн — 100,5 млрд тонно-миль (1/3 СРСР, 2 % світової флотилії).

Флот було повністю модернізовано; судна модерних типів збудовано на українських корабельнях (Миколаїв, Одеса, Херсон, Керч), а також за кордоном. Модернізовано порти, побудовано великий порт Іллічівськ біля Одеси, розбудовано транспортний зв'язок із закордоном. Як і до війни, в транспортуванні Чорним морем беруть жваву участь грецькі, англійські, французькі, італійські та кораблі інших країн. Важливе значення має водне сполучення Дніпро — Чорне море — Дунай. У малому каботажі спеціальне значення має привіз до Одеси вугілля із Маріуполя і нафти та мангану з портів Кавказу (Поті, Туапсе, Батумі). У пасажирському русі найбільше значення має Одеса, сполучена пароплавством з усіма важливішими портами Середземного моря: Марселем, Венецією, Бейрутом та ін., а Дунаєм — з Будапештом, Белградом та Віднем.
Транспортування нафти та нафтопродуктів, злив у море брудних промислових і побутових відходів є причиною забруднення моря, на що тепер звернено увагу науковців та громадськості.

### Головні порти
Найбільшим портом (з початку XIX ст.) є Одеса; у 1973 році її вантажообіг становив близько 20 млн тонн, майже половина припадала на (як імпорт, так і експорт): нафту і нафтопродукти, далі на руди, вугілля, метали, хімічні речовини. За 25 км від Одеси лежить порт Чорноморськ, заснований у 1950 році як філіал одеського, від 1963 року він став самостійним. Через ці два порти йде різноманітна сировина та промислова продукція. Третім портом (30 км на схід від Одеси) є порт Південне. При гирлі Дніпра — порт Херсон — розподільний центр дніпровських, морських і залізничних вантажів; він є також важливим пасажирським портом. З порту в Миколаєві вивозять манганові й залізні руди, вугілля; тут і в Севастополі розташовані бази воєнного флоту. Інші великі порти в Криму — Керч, Феодосія та Євпаторія. При гирлі Дунаю — порти Ізмаїл, Рені, Джурджулешти (Молдова). На північному Прикавказзі найважливішим портом є Новоросійськ (переважно перевантаження нафти та цементу).
- Україна — Євпаторія, Керч, Чорноморськ, Південне, Миколаїв, Одеса, Севастополь, Ялта
- Росія — Новоросійськ, Сочі, Туапсе
- Грузія — Батумі, Поті, Сухумі/Сухум
- Туреччина — Самсун, Трабзон
- Болгарія — Бургас, Варна
- Румунія — Констанца

частково визнана:
- Абхазія — Сухумі/Сухум, Очамчіра

## Природні ресурси Чорного моря і Причорномор'я

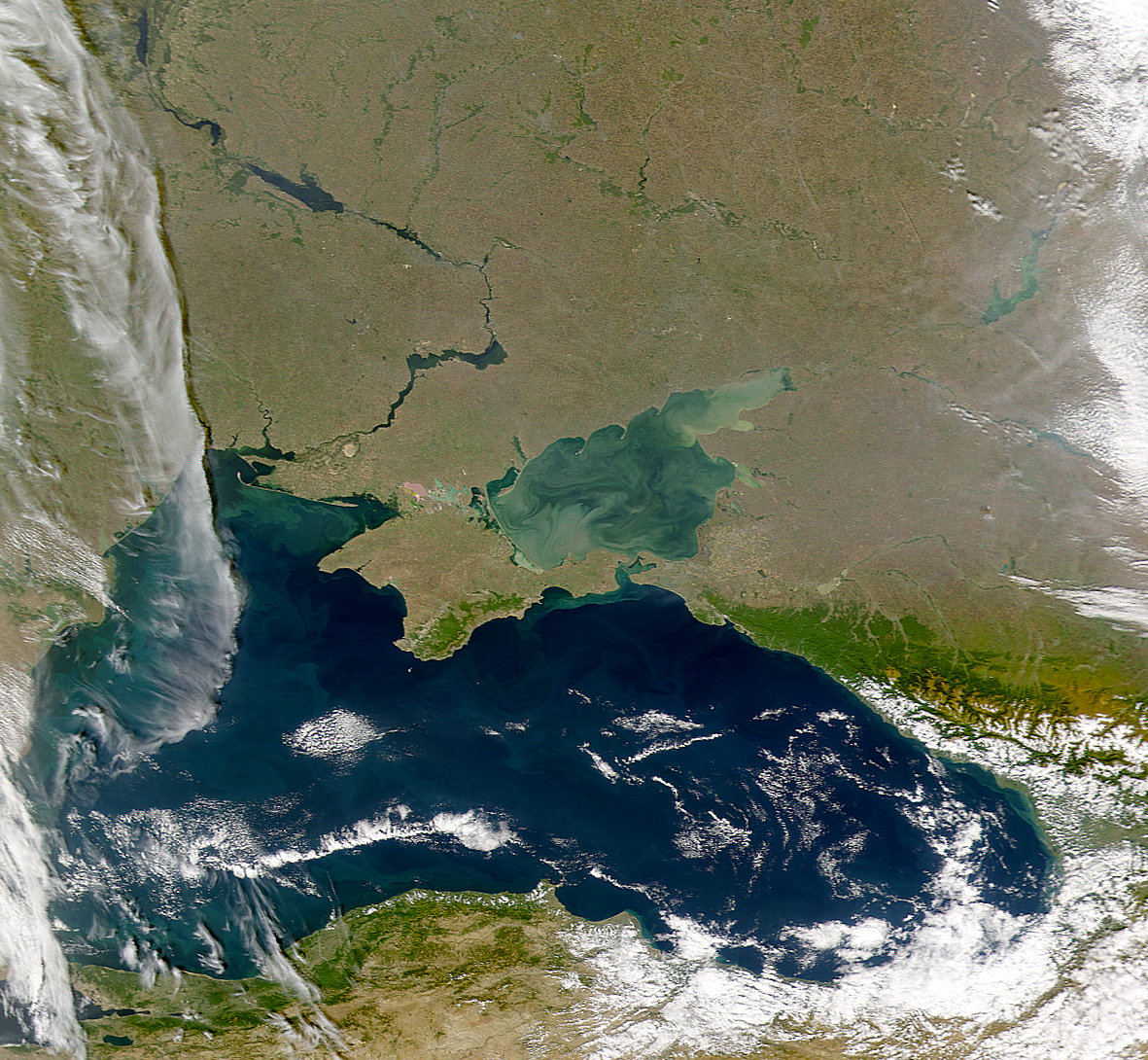
Чорне море і Північне Причорномор'я

Вода лиманів та мілководних заток має значну кількість солей натрію (Na), калію (K), магнію (Mg); на їх базі працює Сакський хімічний завод у Криму. У соляних лиманах (наприклад, Куяльницький, Хаджибейський) є поклади лікувальних грязей.

### Промислова риболовля
Чорноморський басейн багатий на біологічні ресурси; найбільше значення має вилов риби (близько 1 млн тонн щороку), головним чином хамси, шпротів, осетрів, тюльки, скумбрії, кефалі, лосося, бичків, оселедців, сардини тощо. Промислове значення мають деякі водорості, з яких одержують агар-агар, йод тощо, і молюски мідії (колись використовувалась як корм для хатніх тварин). На базі цих ресурсів розвинулася харчова та легка промисловість, особливо рибоконсервна (Одеса, Миколаїв, Херсон, Ізмаїл, Керч та інші).

### Рекреаційні ресурси
Корисні кліматичні умови, наявність піщаних пляжів, краєвиди кримського південного узбережжя, а також згадані лікувальні грязі є причиною, чому чорноморське узбережжя є найважливішим курортним, відпочинковим і туристичним районом України. На берегах Чорного моря відпочивають щороку 10 — 12 млн осіб. Особливо важливі смуги для курортного господарства: Південне узбережжя Криму з центром у Ялті, Одеський курортний район, район Євпаторії в Криму і Кавказьке узбережжя Росії, піщані пляжі Болгарії.

## Екологія
Характерною особливістю Чорного моря є повна (за винятком низки анаеробних бактерій) відсутність життя на глибинах понад 150–200 м через насиченість глибинних шарів води сірководнем (H2S).
Узбережжя Чорного моря та басейни річок, що впадають в нього, є районами з високим антропогенним навантаженням, щільно заселені людиною ще з античних часів. Екологічний стан Чорного моря в цілому несприятливий. Серед основних чинників, що порушують рівновагу в екологічній системі моря, можна виділити:
- сильне забруднення річок, що впадають у море, особливо стоками з полів, що містять мінеральні добрива, особливо нітрати і фосфати. Це спричиняє бурхливе зростання фітопланктону («цвітіння» моря — інтенсивний розвиток синьо-зелених водоростей), зменшення прозорості вод і загибель багатоклітинних водоростей;
- забруднення вод нафтою і нафтопродуктами (найзабрудненішими районами є західна частина моря, на яку припадає найбільший об'єм танкерних перевезень, а також акваторії портів). Це приводить до загибелі морських тварин і забруднення атмосфери за рахунок випаровування нафти і нафтопродуктів з поверхні води;
- забруднення вод моря відходами людської життєдіяльності — скидання неочищених або недостатньо очищених стічних вод тощо;
- масовий вилов риби і заборонене, але використовуване донне тралення, що знищує донні біоценози;
- зміна складу флори і фауни водного світу під впливом антропогенних чинників (зокрема, витіснення корінних видів екзотичними, такими, що з'являються в результаті дії людини). Наприклад, за оцінками фахівців з Одеського відділення ЮгНИРО[27], тільки за одне десятиліття (з 1976 по 1987 рік) поголів'я чорноморської афаліни скоротилося з 56 тис до 7 тис особин.

Для охорони навколишнього середовища в районі Чорного моря в 1998 році було прийнято Угоду зі збереження китоподібних у Чорному та Середземному морях (англ. Agreement on the Conservation of Cetaceans of the Black Sea, Mediterranean Sea and Contiguous Atlantik Area), де одним з основних питань є охорона дельфінів.
Основним міжнародним документом, що регулює питання охорони Чорного моря, є Конвенція про захист Чорного моря від забруднення, яку підписали шість чорноморських країн — Болгарія, Грузія, Росія, Румунія, Туреччина і Україна в 1992 в Бухаресті (Бухарестська конвенція). Також в червні 1994 року представниками Австрії, Болгарії, Хорватії, Чехії, Німеччини, Угорщини, Молдови, Румунії, Словаччини, Словенії, України і Європейського Союзу в Софії була підписана Конвенція про співпрацю із захисту і стійкого розвитку річки Дунай. В результаті були створені Чорноморська комісія (Стамбул), і Міжнародна комісія з охорони річки Дунай (Відень). Ці органи виконують функцію координації природоохоронних програм, здійснюваних в рамках конвенцій.

## Чорне море в публіцистиці, науці та культурі

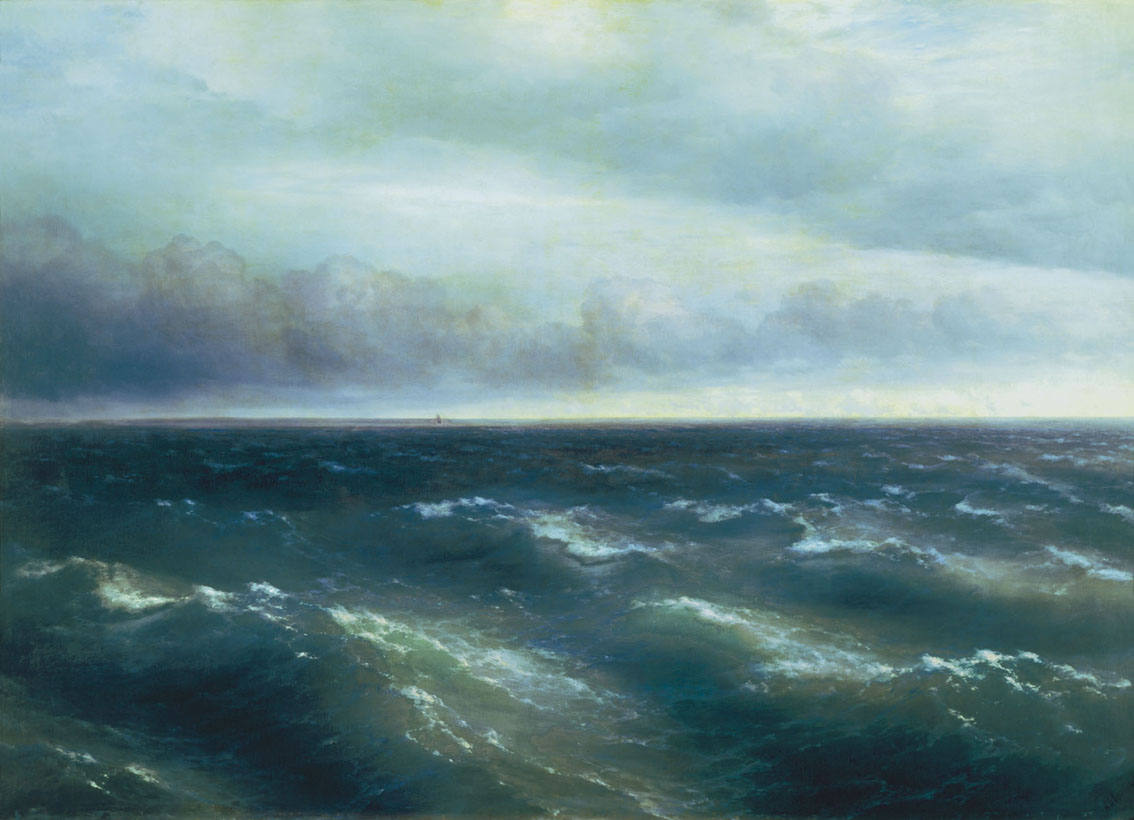
Іван Айвазовський «Чорне море», 1881 рік

Зацікавлення чорноморською проблематикою пожвавлюється в Україні в XIX-XX ст. За російської революції 1905 року в колах південноукраїнського дворянства була популярна думка про утворення автономної Чорноморської республіки з центром в Одесі. За Першої Світової війни серед українців зростає зацікавлення проблемою проток, що сполучають Чорне і Середземне моря. Тоді ж у провідних українських політичних колах обговорювались плани утворення так званої Чорноморської федерації країн, що перебувають
|  | у сфері нашої чорноморської орієнтації, об'єднані Чорним морем, як центром комунікації, в різнорідних культурних і політичних взаєминах |

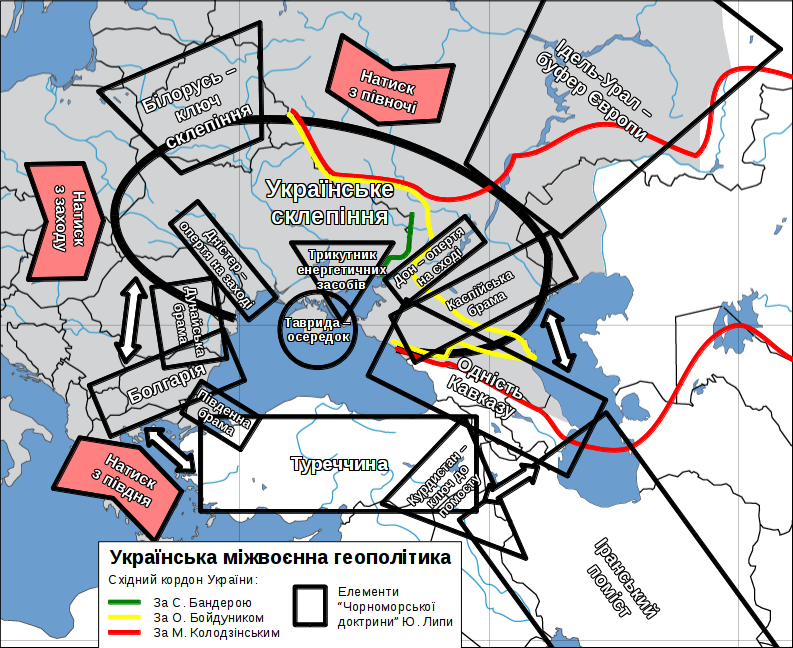
«Чорноморська доктрина» Юрія Липи

На геополітичне значення Чорного моря для України звернув увагу С. Л. Рудницький. Юрій Липа розвинув «чорноморську доктрину» (1940) і створив з Л. Биковським та іншими Український Чорноморський Інститут, який проводив у 1940-х роках досить жваву видавничу діяльність («Чорноморський Збірник» та інші видання).
Історичним проблемам Чорного моря присвячували велику увагу українські вчені, зокрема, історики, археологи й економісти (А. Скальковський, М. Слабченко, О. Дложевський, М. Міллер, А. Коцевалов, М. Тищенко й інші.). Для дослідження цих питань багато зробили також Одеське товариство історії і старожитностей та Таврійська архівна комісія, а в 1920-х роках — Одеське товариство краєзнавства й Одеське наукове товариство при ВУАН.
Над вивченням Чорного моря та його ресурсів працювали різні науково-дослідні установи: Інститут біології південних морів АН УРСР, Морський гідрофізичний інститут АН УРСР (обидва в Севастополі); Азово-Чорноморський науково-дослідний інститут морського і рибного господарства та океанографії (Керч), Севастопольський відділ Державного океанографічного інституту, Чорноморський філіал Всесоюзного науково-дослідного проєктного інституту морського флоту тощо.
Чорному морю присвячено увагу в українському письменстві: Т. Шевченко, О. Олесь, М. Коцюбинський, Ю. Яновський, 3. Тулуб та ін. І в мистецтві: І. Айвазовський, А. Куїнджі, С. Васильківський, О. Грищенко й ін.

## Регіональні організації Чорноморського басейну

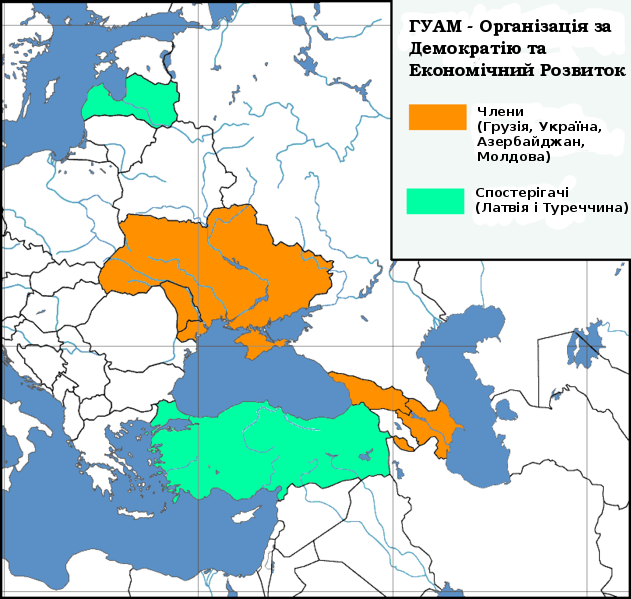
ГУАМ — Організація за демократію та економічний розвиток
члени
спостерігачі

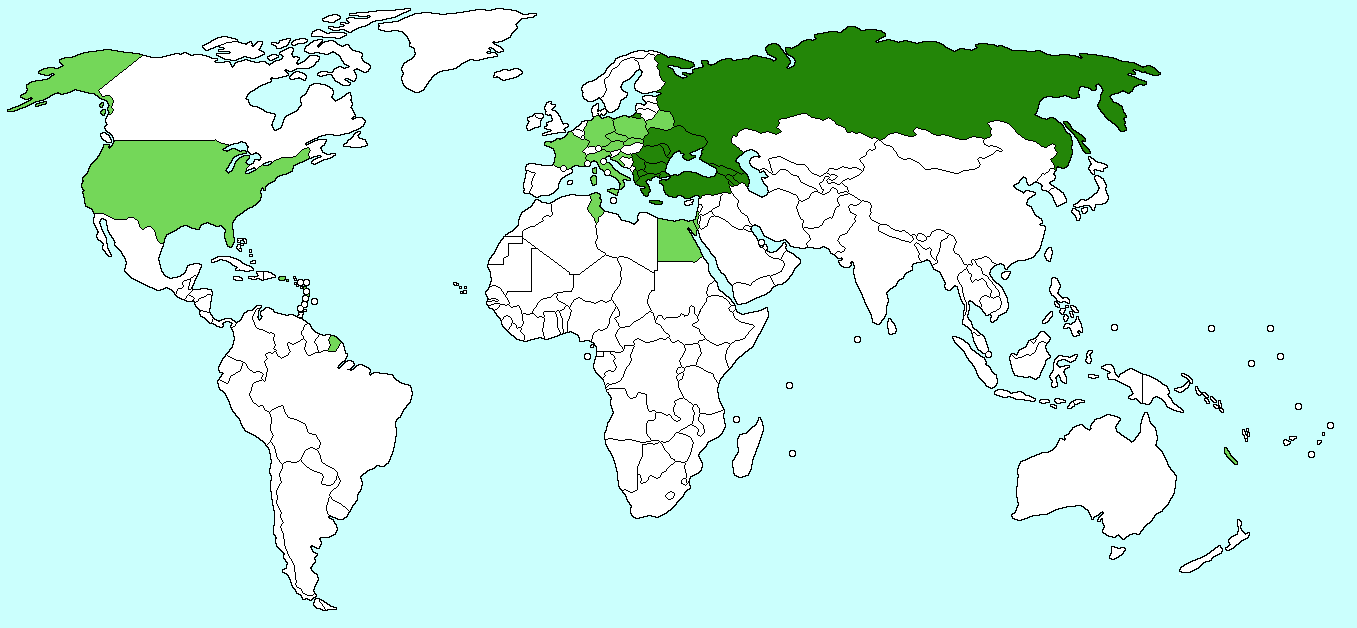
BSEC Організація чорноморського економічного співробітництва

### Гідробіологія
- (рос.) Арзамасцев И. С., Яковлев Ю. М., Евсеев Г. А. и др. Атлас промысловых беспозвоночных и водорослей морей Дальнего Востока России. — Владивосток : Аванте, 2001. — 192 с.
- Зайцев Ю. П. Введение в экологию Чёрного моря. Одесса: Эвен, 2006. 224 с.
- Звери Чёрного Моря. Симферополь: Таврия, 1996. ISBN 5-7780-0773-6 (рос.)
- (рос.) Зенкевич Л. А. Биология морей СССР. — М. : Изд-во АН СССР, 1963. — 739 с.
- (рос.) Изменчивость экосистемы Чёрного моря. Естественные и антропогенные факторы. — М. : Наука, 1991. — 350 с.
- (рос.) Экосистемы Чёрного моря. — М. : Наука, 1992. — 112 с.
- Иванов М. В., Вайнштейн М. В., Гальченко М. Ф. и др. Распределение и геохимическая активность бактерий в осадках // Изучение генезиса нефти и газа в Болгарском секторе Черного моря. София, 1984. (рос.)
- Кротов А. Жизнь Черного моря. О. 1949. (рос.)

### Економіка
- Волобой П. Розвиток транспорту УкрРСР. К. 1958.
- Воронков А., Клементьев Ю. Морской торговый флот СССР. М, 1969. (рос.)

### Історія
- Ганусенко І. Боротьба східних слов'ян за вихід до Чорного моря. К. 1966.
- Dimitrov P., D. Dimitrov. 2004. The Black Sea The Flood and the ancient myths. «Slavena». Varna, ISBN 954-579-335-X, 91 p.
- Вортман Д. Я. Понт Евксинський // Енциклопедія історії України : у 10 т. / редкол.: В. А. Смолій (голова) та ін. ; Інститут історії України НАН України. — К. : Наукова думка, 2011. — Т. 8 : Па — Прик. — С. 418. — ISBN 978-966-00-1142-7.
- Чарльз Кінг. Історія Чорного моря. К. : Ніка-Центр, 2011. — 312 с. — (Серія «Ідеї та Історії»; Вип. 6). ISBN 578-966-521-532-9

### Фауна
- Дельфіни Чорного моря (рос.)
- Проблема екзотичних видів у Чорному, Азовському та Каспийському морях (рос.)

### Інтернет-ресурси
- ЧИ МОЖЕ ВИБУХНУТИ ЧОРНЕ МОРЕ?